# 벌꿀
벌꿀(영어: honey)은 여러 꿀벌류 종들이 만드는 달콤하고 점성이 있는 물질로, 이 중 가장 잘 알려진 것은 꿀벌이다. 단순히 꿀로 줄여 부르며 유의어로 봉밀(蜂蜜), 석청(石淸), 석밀(石蜜) 등이 있다. 벌꿀은 벌집 군체의 영양을 위해 만들어지고 저장된다. 벌은 식물의 (주로 꽃 꽃꿀) 설탕 분비물이나 진딧물의 감로와 같은 다른 곤충의 분비물을 모아서 정제하여 꿀을 생산한다. 이러한 정제 과정은 개별 벌의 역류와 효소 활동을 통해 이루어지며, 벌집에 저장되는 동안 수분 증발을 통해 꿀의 당을 농축시켜 걸쭉하고 점성이 있게 만든다.
꿀벌은 벌통에 벌꿀을 저장한다. 벌통 안에는 벌집이라고 불리는 밀랍으로 만든 구조가 있다. 벌집은 수백 또는 수천 개의 육각형 칸으로 이루어져 있으며, 벌은 이 칸에 꿀을 역류시켜 저장한다. 다른 꿀을 생산하는 벌 종들은 안쏘는벌이 사용하는 밀랍과 나뭇진으로 만든 항아리와 같은 다른 구조에 물질을 저장한다.
인간이 소비하는 꿀은 야생 벌집 군체나 사육되는 벌집에서 채집된다. 꿀벌이 생산하는 꿀은 전 세계적으로 상업적으로 생산되고 유통되기 때문에 인간에게 가장 친숙하다. 벌 사육은 양봉 또는 양봉업으로 알려져 있으며, 안쏘는벌의 사육은 보통 멜리포니컬쳐(meliponiculture)라고 불린다. 산삼과 더불어 동양에서 예로부터 대표적인 영약으로도 많이 사용해 왔다.
꿀은 단당류인 과당과 포도당의 농도가 높기 때문에 달다. 수크로스(식탁용 설탕)와 거의 같은 상대적 단맛을 지닌다. 표준 테이블스푼(14 mL)의 꿀은 약 180 킬로줄 (43 킬로칼로리)의 음식 에너지를 제공한다. 베이킹에 매력적인 화학적 특성을 가지고 있으며, 감미료로 사용될 때 독특한 풍미를 낸다. 대부분의 미생물은 꿀에서 자랄 수 없으며 밀봉된 꿀은 따라서 부패하지 않는다. 고고학적 맥락에서 발견된 꿀 샘플은 수천 년이 지난 후에도 식용 가능함이 입증되었다.

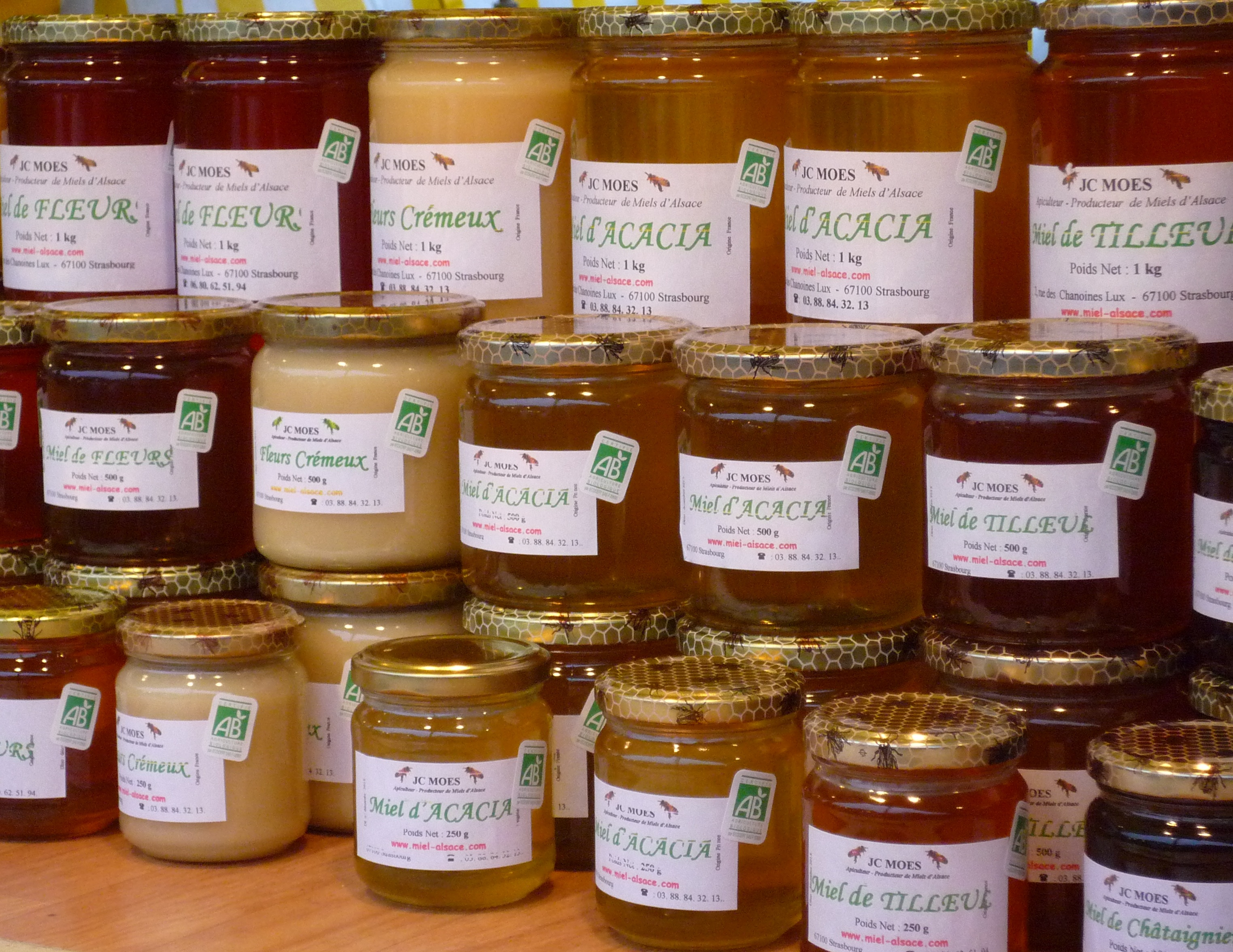
프랑스산 벌꿀로, 다양한 꽃에서 채집되었으며 색상과 질감에 뚜렷한 차이가 있다.

벌꿀의 사용과 생산은 선사 시대부터 시작되어 길고 다양한 역사를 가지고 있다. 스페인의 쿠에바스 데 라 아라냐에 있는 여러 동굴 벽화는 적어도 8,000년 전의 사람들이 벌꿀을 채집하는 모습을 묘사하고 있다. 양봉꿀벌은 구세계 곤충이지만, 마야인들은 선콜럼버스 시대부터 신대륙 안쏘는벌의 대규모 멜리포니컬쳐를 행해왔다.

## 형성

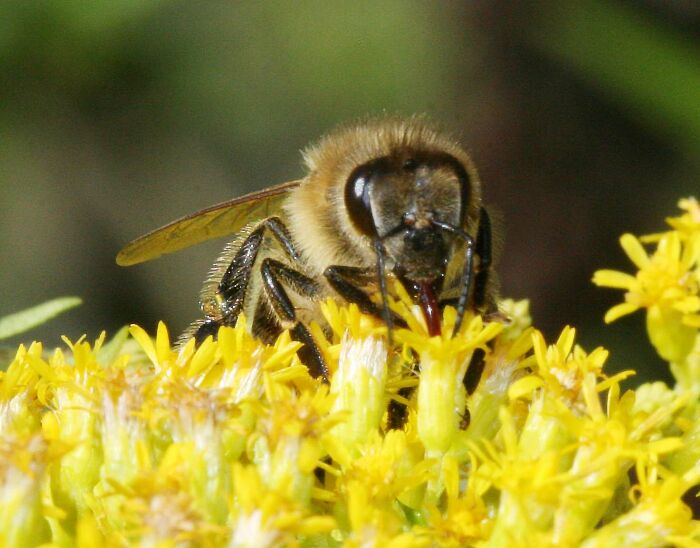
꿀벌이 꽃받침에 꽃꿀을 채취하기 위해 부리를 뻗고 있다.

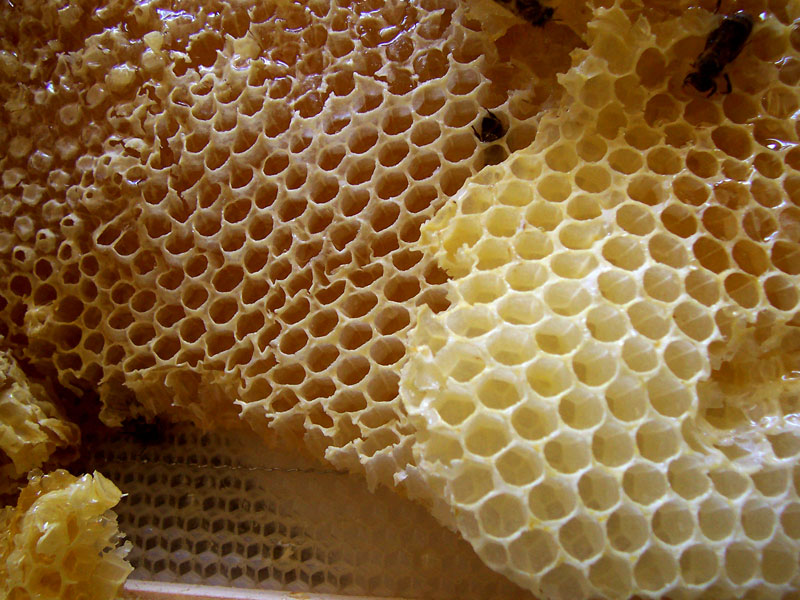
꿀벌이 꿀을 저장하는 육각형 프리즘 밀랍 셀을 보여주는 벌집

### 꿀벌에 의해
꿀은 꽃꿀 또는 감로를 채집한 벌에 의해 생산된다. 벌은 물질대사 활동, 특히 먹이 찾기 중 비행 근육의 활동을 지원하고 유생의 먹이로 사용하기 위해 꿀의 당분을 중요하게 여긴다. 이를 위해 벌은 일반적인 먹이 찾기뿐만 아니라 월동과 같은 부족한 시기에도 자신을 위해 꿀을 비축한다. 먹이 찾기 중 벌은 채집한 꽃꿀의 일부를 비행 근육의 에너지원으로 사용한다. 채집된 꽃꿀의 대부분은 곤충을 직접적으로 먹이는 데 사용되지 않고, 대신 역류, 효소 소화, 그리고 최종적으로 꿀로서의 장기 저장을 위해 사용된다. 추운 날씨나 다른 식량원이 부족할 때, 성충 벌과 유생 벌은 저장된 꿀을 소비하는데, 이는 꽃꿀보다 훨씬 더 에너지 밀도가 높다.
벌집을 떠난 일벌은 설탕이 풍부한 꽃꿀 또는 감로를 채집한다. 꽃에서 나는 꽃꿀은 일반적으로 수분 함량이 70~80%이며, 보통 수분 함량이 18% 정도인 완성된 꿀보다 훨씬 점성이 낮다. 진딧물과 기타 참노린재목 곤충의 감로는 일반적으로 이들 곤충이 먹는 수액과 수분 함량이 매우 유사하며, 보통 꽃꿀보다 다소 묽다. 한 자료에 따르면 감로의 수분 함량은 약 89%이다. 꽃꿀을 먹든 감로를 먹든, 벌은 이 묽은 액체를 부리를 통해 벌꿀 주머니 또는 "꿀 주머니"로 빨아들인다. 이 주머니는 벌 자신의 영양을 위해 먹는 꽃가루와 당분을 소화하는 음식 주머니 바로 위에 위치한다.
양봉꿀벌의 경우, 꿀 주머니에는 약 40 mg의 액체가 들어간다. 이는 짐 없는 벌 무게의 약 절반에 해당한다. 이 양의 꽃꿀을 수집하려면 천 개 이상의 꽃을 방문해야 할 수 있다. 꽃꿀이 풍부할 때, 벌이 꿀 주머니를 채울 만큼의 꽃꿀을 수집하는 데 한 시간 이상 끊임없이 작업해야 할 수도 있다. 벌의 침 분비 효소와 인후샘의 단백질은 벌의 꿀 주머니에 들어간 꽃꿀에 분비된다. 이 물질들은 수크로스 및 녹말과 같은 복합당을 포도당 및 과당과 같은 단순당으로 가수분해하기 시작한다. 이 과정은 부분적으로 소화된 꽃꿀의 수분 함량과 산도를 약간 높인다.
꿀벌은 벌집으로 돌아와 꿀을 다시 토해내어 벌집 벌에게 전달한다. 벌집 벌은 자신들의 꿀 주머니에 들어있는 꿀을 다시 토해내고, 턱 사이에 반복적으로 거품을 형성하여 소화와 농축 속도를 높인다. 이 거품은 부피당 넓은 표면적을 생성하며, 이로 인해 벌은 꿀의 물 일부를 벌집의 따뜻한 공기 속으로 증발시킨다.
벌집 벌은 꿀 처리 그룹을 형성한다. 이 그룹들은 교대로 작업하며, 한 벌이 처리된 꿀을 거품 처리한 후 정제된 액체를 다른 벌에게 전달한다. 제품이 저장 품질에 도달할 때까지 연속적인 역류, 소화 및 증발에 20분이나 걸릴 수 있다. 그런 다음 새 꿀은 아직 뚜껑이 없는 벌집 칸에 놓인다. 이 꿀은 채집된 꽃꿀의 농도에 따라 최대 70%까지 여전히 매우 높은 수분 함량을 가지고 있다. 정제 단계에서 꿀의 수분 함량이 너무 높으면 일반적인 효모 포자가 그 안에서 번식할 수 있으며, 이 과정이 제어되지 않으면 새 꿀의 당분을 빠르게 발효시켜 버릴 것이다. 이를 방지하기 위해 벌은 곤충 중에서는 드문 능력, 즉 내인성 열 생성 능력을 사용한다.
꿀벌은 많은 양의 체열을 생성할 수 있는 몇 안 되는 곤충 중 하나이다. 이 능력을 사용하여 벌집 내부의 온도를 일정하게 유지한다. 꿀 저장 구역의 벌집 온도는 보통 35 °C (95 °F) 정도이다. 이 온도는 몸으로 열을 생성하거나 물 증발을 통해 열을 제거함으로써 조절된다. 증발은 저장된 꿀에서 물을 제거하여 벌집의 열을 끌어낸다. 벌은 날개를 사용하여 벌집 냉각을 조절한다. 협력적인 날개 짓은 축축한 꿀 위로 공기를 움직여 물과 열을 끌어낸다. 벌집의 환기는 결국 과도한 물과 열을 외부 세계로 배출한다.
증발 과정은 꿀이 최종 수분 함량인 15.5%에서 18%에 도달할 때까지 계속된다. 이는 설탕을 물의 포화점을 훨씬 넘어 농축시키는데, 이는 꿀에 남아 있는 소량의 물에는 같은 부피의 물에 녹을 수 있는 것보다 훨씬 더 많은 설탕이 용해되어 있다는 의미이다. 따라서 꿀은 벌집 온도에서도 다양한 설탕이 물에 과냉각된 용액이다. 이러한 설탕 농도는 이 경우 꽃꿀과 같은 농도가 낮은 용액을 증발시켜 상온에 가까운 온도에서만 얻을 수 있다. 삼투압적인 이유로 이러한 높은 설탕 농도는 미생물 번식에 극히 불리하며, 모든 발효는 결과적으로 중단된다. 그런 다음 벌은 완성된 꿀이 담긴 셀을 밀랍으로 밀봉한다. 이는 오염을 막고 추가 증발을 방지한다.
꿀의 수분 농도가 18%를 크게 넘지 않는 한, 벌집 안에서든 양봉가가 채취한 후든 무기한으로 보관할 수 있다.

### 다른 곤충에 의해
꿀벌만이 꿀을 생산하는 사회성 곤충은 아니다. 모든 비기생성 뒤영벌속과 안쏘는벌은 꿀을 생산한다. 남아메리카와 중앙아메리카에서 발견되는 브라키가스트라 멜리피카와 같은 일부 말벌 종은 꽃꿀을 먹고 꿀을 생산하는 것으로 알려져 있다. 폴리스테스 베르시콜로르와 같은 다른 말벌도 꿀을 섭취한다. 이들은 생활 주기의 중간에 단백질이 풍부한 꽃가루와 에너지 밀도가 훨씬 높은 꿀을 번갈아 가며 섭취한다.

### 인간의 개입
인간은 반야생화된 몇몇 꿀벌 종의 군집 이동 단계를 이용해왔다. 군집 이동은 군체의 현재 벌집에 더 이상 확장할 공간이 없을 때 새로운 군체가 형성되는 방식이다. 늙은 여왕벌은 새로운 여왕벌이 될 알을 낳고, 군체의 절반 가량을 이끌고 새로운 벌집을 찾아 이동한다. 벌은 보통 정찰 벌들이 적합한 새 벌집 위치를 찾기 전에 군집 이동을 한다. 그런 위치가 발견될 때까지 벌떼는 이전 벌집 근처, 종종 나무 가지에 단순히 모여든다. 이 벌떼는 비정상적으로 온순하며 인간에 의해 운반하기에 적합하다. 상업용 랑스트로스 벌통과 같은 적합한 둥지 장소를 제공하면, 벌떼는 인공적인 환경에서 기꺼이 새로운 군체를 형성한다. 이 반야생화된 군체는 양봉업이나 멜리포니컬쳐를 행하는 인간이 관리한다. 포획된 벌은 먹이를 찾도록 장려되는데, 종종 수분 매개자가 높이 평가되는 과수원과 같은 농업 환경에서 이루어진다. 벌이 생산하는 꿀, 꽃가루, 밀랍 및 수지는 모두 다양한 용도로 인간에 의해 수확된다.
"반야생화된"이라는 용어가 선호되는 이유는 모든 벌 군체, 심지어 매우 큰 농업 양봉 작업에 있는 군체조차도 성공적인 야생 군체를 만들 수 있는 떼를 지어 인간의 보호를 쉽게 떠나기 때문이다. 상업적 양봉의 많은 노력은 군집 이동을 할 준비가 된 벌집이 현재 위치에서 더 많은 벌집을 생산하도록 설득하는 데 전념한다. 이는 보통 기존 군체 위에 빈 상자를 놓는 꿀벌 상층을 통해 군체에 더 많은 공간을 추가함으로써 이루어진다. 그러면 벌은 보통 군집 이동을 통해 군체를 분할하는 대신 이 빈 공간을 개발하도록 유인될 수 있다.

## 생산

### 채집

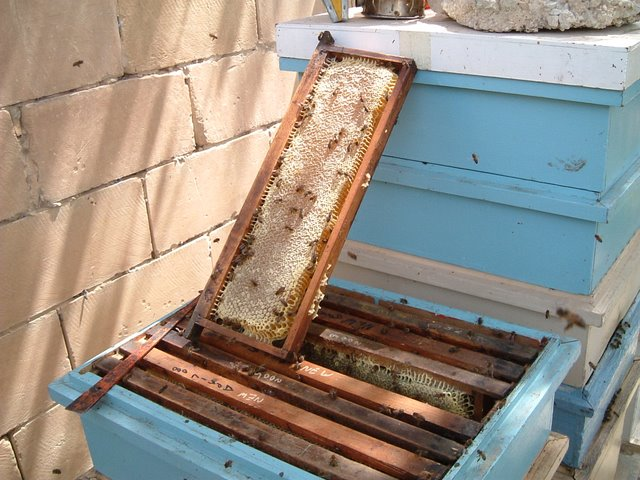
밀봉된 꿀 프레임

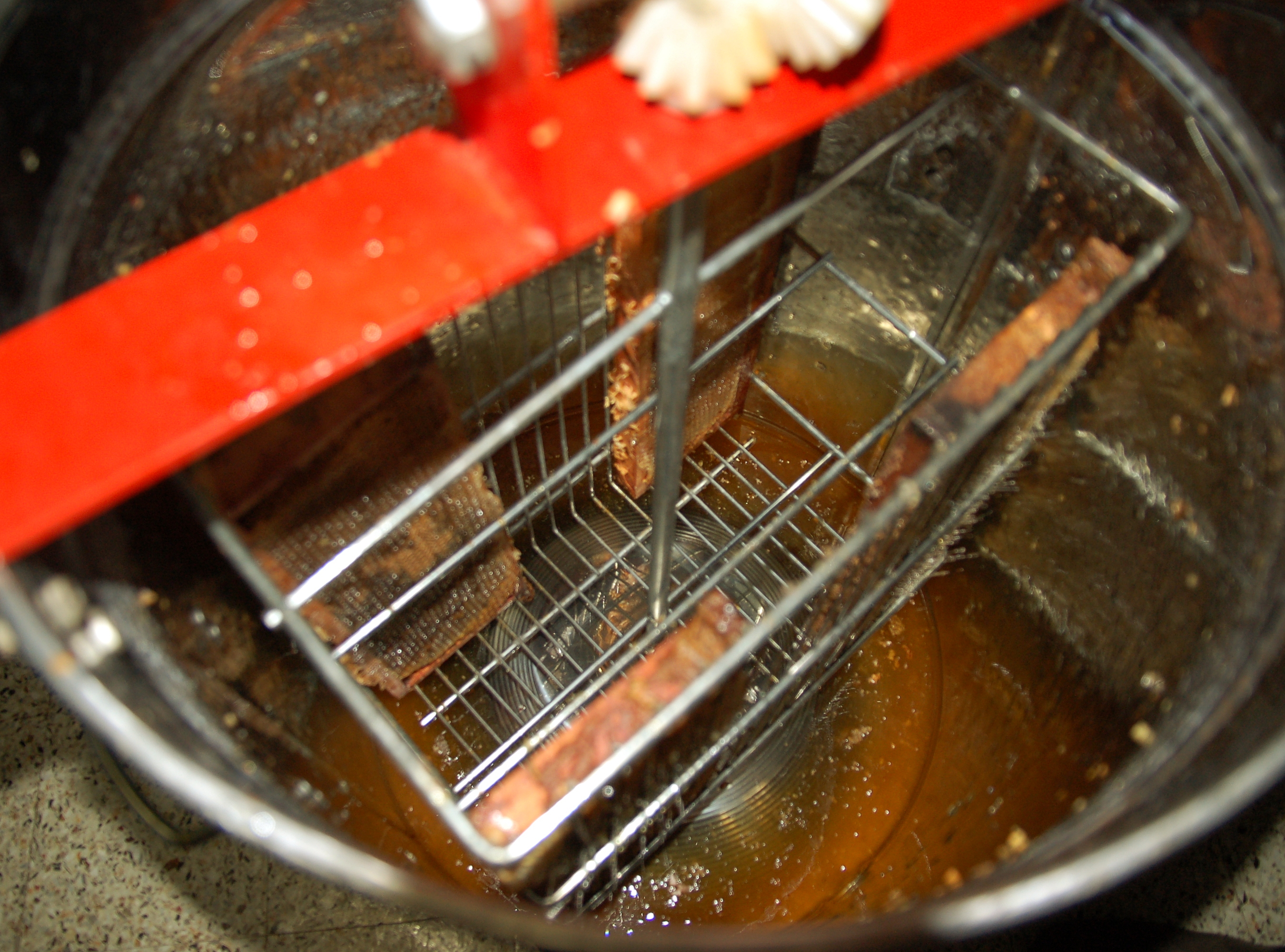
벌집에서 추출

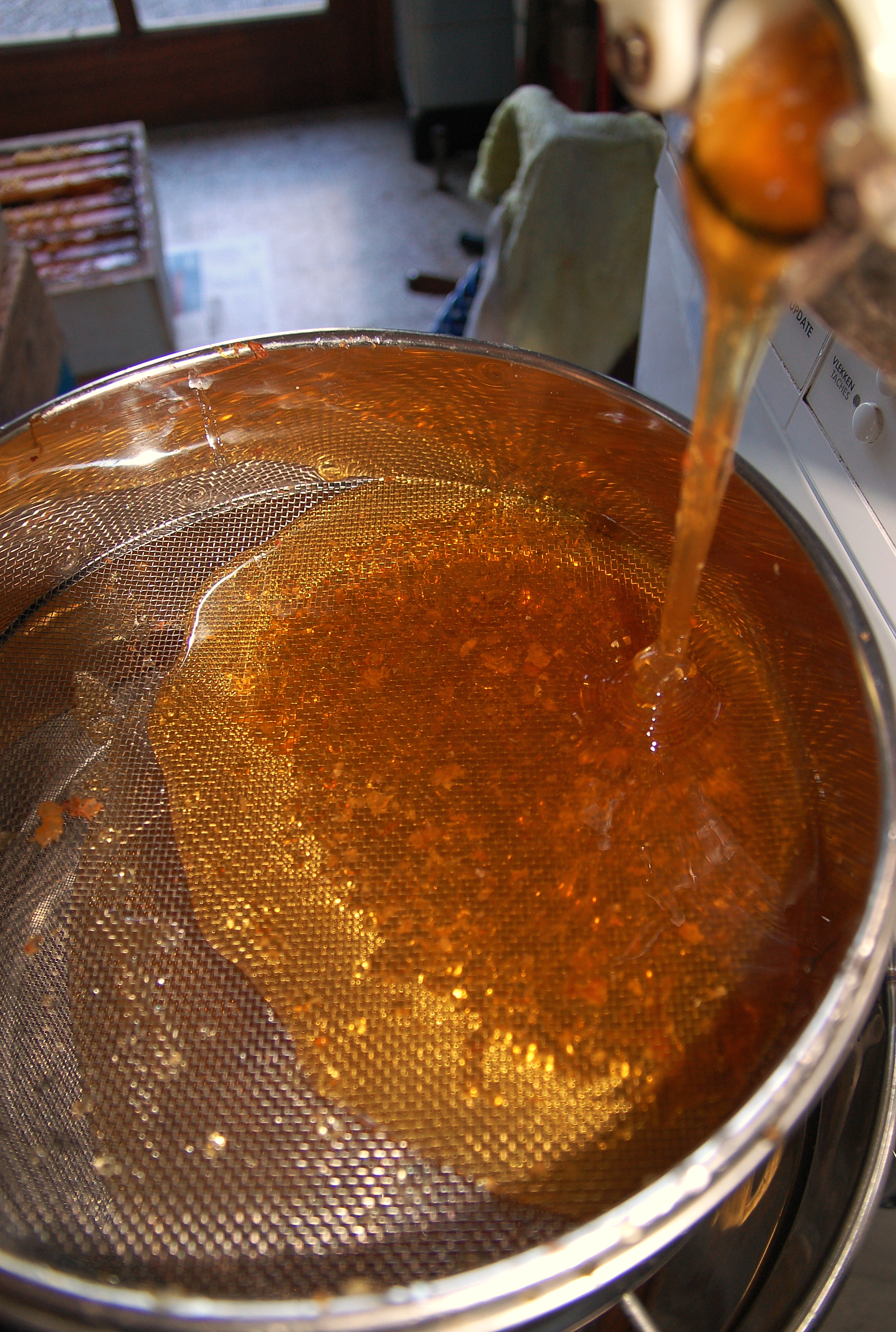
벌집에서 거르기

벌꿀은 야생 벌 군체나 사육되는 벌집에서 채집된다. 평균적으로 한 벌집은 매년 약 29 킬로그램 (65 lb)의 벌꿀을 생산한다. 야생 벌집은 때때로 벌꿀길잡이새류 새를 따라가며 찾기도 한다.
벌집에서 꿀을 안전하게 채취하기 위해 양봉가들은 일반적으로 벌 훈증기를 사용하여 벌을 진정시킨다. 연기는 먹이 본능(가능한 화재로부터 벌집 자원을 구하려는 시도)을 유발하여 벌을 덜 공격적으로 만들고, 벌들이 의사소통에 사용하는 페로몬을 가린다. 벌집은 벌통에서 제거되고, 꿀은 으깨거나 꿀 추출기를 사용하여 추출될 수 있다. 그런 다음 꿀은 일반적으로 밀랍과 기타 이물질을 제거하기 위해 여과된다.
탈착식 프레임이 발명되기 전에는 수확을 위해 종종 벌 군체를 희생시켰다. 수확자는 모든 꿀을 가져가고 다음 봄에 전체 군체를 교체했다. 탈착식 프레임이 발명된 이후, 축산 원칙에 따라 대부분의 양봉가들은 벌집에 겨울을 날 수 있는 충분한 양의 꿀을 남겨두거나, 설탕물이나 결정형 설탕(종종 "캔디보드" 형태)과 같은 꿀 대체물을 제공하여 벌이 겨울을 날 수 있도록 한다. 겨울을 나는 데 필요한 식량의 양은 벌의 종류와 지역 겨울의 길이 및 심각성에 따라 달라진다.
많은 동물 종들이 야생 또는 가축화된 꿀 공급원에 이끌린다.

### 보존
꿀은 구성과 화학적 특성 때문에 장기 보관에 적합하며, 장기 보존 후에도 쉽게 흡수된다. 꿀과 꿀에 담근 물체는 수세기 동안 보존되어 왔다. (그러나 이집트 무덤에서는 식용 가능한 꿀이 발견되지 않았다. 그러한 모든 사례는 다른 물질이거나 화학적 흔적일 뿐임이 입증되었다.) 보존의 핵심은 습기 접근을 제한하는 것이다. 경화된 상태에서 꿀은 발효를 억제할 만큼 충분히 높은 당 함량을 가지고 있다. 습한 공기에 노출되면 친수성 특성으로 인해 꿀 속으로 수분을 끌어들여 결국 발효가 시작될 정도로 희석된다.
꿀의 긴 유통기한은 벌의 위장에서 발견되는 효소 덕분이다. 벌은 이전에 섭취했던 배출된 꽃꿀과 글루코스 산화효소를 혼합하여 글루콘산과 과산화 수소라는 두 가지 부산물을 생성한다. 이들은 꿀의 산성도와 세균 성장을 억제하는 데 부분적으로 기여한다.

### 불량품
꿀은 맛이나 점도를 변경하거나, 비용을 절감하거나, 결정화를 억제하기 위해 과당 함량을 높이기 위해 다른 설탕, 시럽, 또는 화합물을 첨가하여 변질시키는 경우가 있다. 꿀은 고대부터 변질되어 왔는데, 당시에는 꿀에 메이플, 자작나무, 또는 수수 시럽과 같은 식물 시럽을 섞어 순수한 꿀로 판매하기도 했다. 때로는 결정화된 꿀을 밀가루나 다른 충전제와 섞어 구매자가 꿀이 액화될 때까지 변질을 알아채지 못하게 했다. 현대에는 가장 흔한 변질 첨가물이 맑고 거의 맛이 없는 옥수수 시럽이 되었는데, 이렇게 변질된 혼합물은 순수한 꿀과 구별하기 매우 어려울 수 있다.
유엔의 국제식품규격위원회에 따르면, "꿀" 또는 "순수 꿀"로 표시된 제품은 변질되어서는 안 되지만, 표시법은 국가마다 다르다. 미국에서는 국립 꿀 위원회에 따르면, "꿀 진위성 보장은 오늘날 꿀 산업이 직면한 큰 과제 중 하나이다. 지난 반세기 동안 식품 사기를 감지하기 위한 여러 꿀 테스트 방법이 개발되었다. 현재까지 모든 유형의 불법 첨가를 적절한 민감도로 감지할 수 있는 단일한 보편적 분석 방법은 없다."
동위 원소 질량 분석법은 탄소 동위원소 서명을 통해 옥수수 시럽과 사탕수수당의 첨가를 감지하는 데 사용될 수 있다. 옥수수나 사탕수수(C4 식물, 벌이 사용하는 식물과 달리, 그리고 주로 C3 식물인 사탕무)에서 유래한 당의 첨가는 꿀에 존재하는 당의 동위원소 비율을 왜곡하지만, 단백질의 동위원소 비율에는 영향을 미치지 않는다. 변질되지 않은 꿀에서는 당과 단백질의 탄소 동위원소 비율이 일치해야 한다. 7%만큼 낮은 첨가량도 감지할 수 있다.

### 생산
| 중국               | 463,500   |
| 튀르키예           | 114,886   |
| 에티오피아         | 84,591    |
| 이란               | 80,389    |
| 아르헨티나         | 73,395    |
| 미국               | 62,855    |
| 전 세계            | 1,893,805 |
| 출처: 유엔 FAOSTAT |           |

2023년 전 세계 꿀 생산량은 190만 미터톤이었으며, 중국이 전체의 24%로 선두를 달렸고, 튀르키예, 에티오피아, 이란이 그 다음을 이었다(표 참조).

## 현대적 용도

### 음식
음식으로서의 역사에서 꿀의 주요 용도는 요리, 베이킹, 디저트, 빵에 바르는 스프레드, 차와 같은 다양한 음료의 첨가물, 그리고 일부 상업용 음료의 감미료로 사용된다.
높은 에너지 밀도 덕분에 꿀은 따뜻한 기후의 거의 모든 수렵채집사회 문화에서 중요한 식량이며, 하다피족은 꿀을 가장 좋아하는 음식으로 꼽는다. 아프리카의 꿀 사냥꾼들은 특정 종의 벌꿀길잡이새류 새들과 상리 공생 관계를 맺고 있다.

### 발효
9,000년 전으로 거슬러 올라가는 세계에서 가장 오래된 발효 음료로 추정되는 꿀술 ("꿀 와인")은 꿀물 머스트에 효모를 첨가하여 몇 주 또는 몇 달 동안 발효시킨 알코올 음료이다. 사카로미세스 세레비시아 효모는 현대 꿀술 생산에 일반적으로 사용된다.
꿀술의 종류에는 메테글린 (향신료나 허브를 넣은 것), 멜로멜 (과일 주스를 넣은 것, 특히 포도 주스를 넣은 것은 파이먼트라고 함), 히포크라스 (계피를 넣은 것), 그리고 새크 꿀술 (꿀 농도가 높은 것)이 있으며, 이들 중 상당수는 미국에서 수백 가지의 상업적 제품으로 개발되었다. 꿀은 "브래것"이라고 불리는 꿀술 맥주를 만드는 데도 사용된다.

## 물리적, 화학적 특성

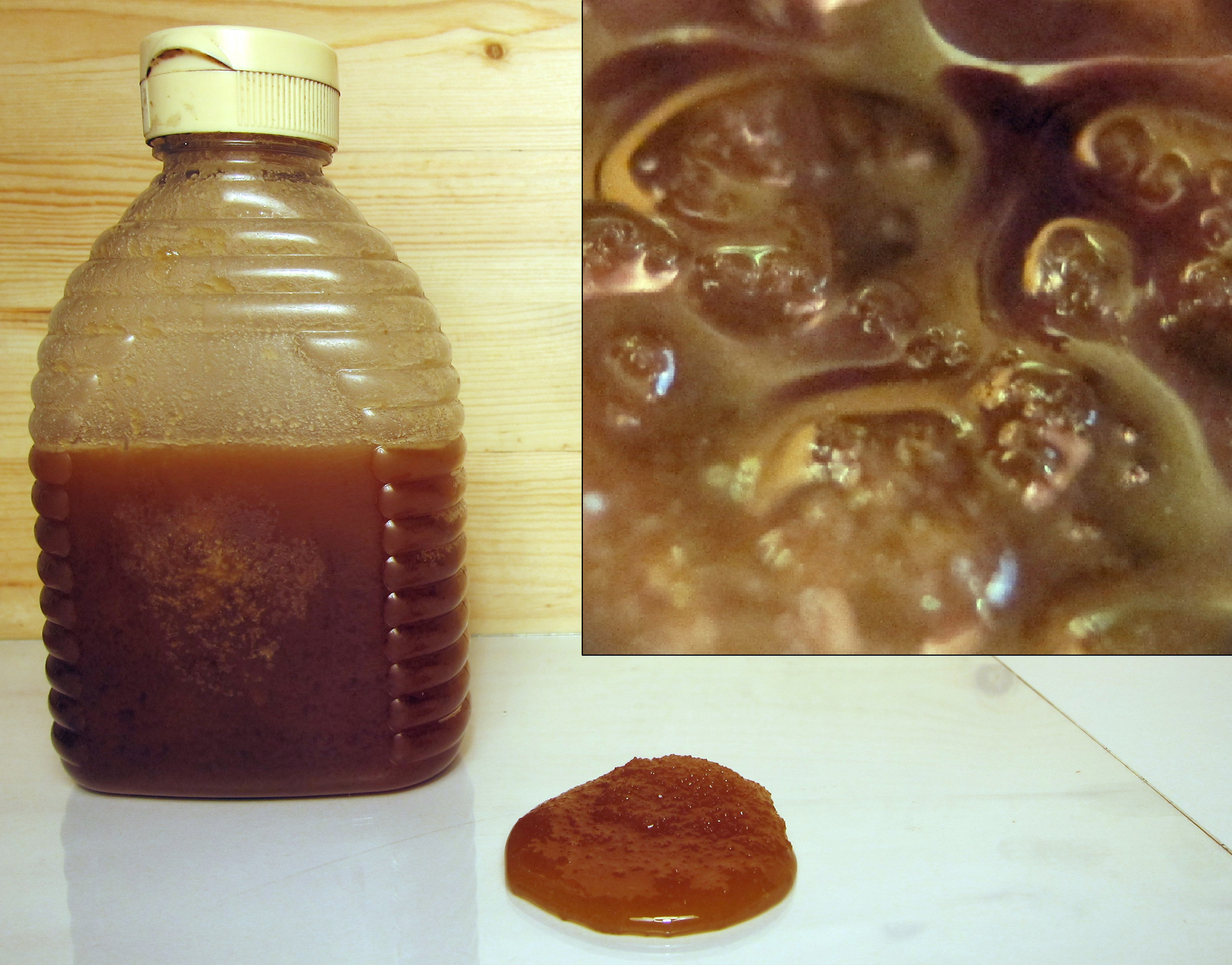
결정화된 꿀: 삽입된 그림은 꿀의 확대 사진으로, 과당 혼합물 속 개별 포도당 알갱이를 보여준다.

꿀의 물리적 특성은 수분 함량, 생산에 사용된 식물상(목초지), 온도, 그리고 특정 당분 함량에 따라 달라진다. 신선한 꿀은 과포화 액체로, 주변 온도에서 물이 일반적으로 용해할 수 있는 것보다 더 많은 설탕을 포함하고 있다. 상온에서 꿀은 과냉각 액체이며, 이 액체에서 포도당은 고체 알갱이로 침전된다. 이는 침전된 포도당 결정이 과당 및 기타 성분의 용액에 녹아 있는 반고체 용액을 형성한다.
꿀의 밀도는 일반적으로 20°C에서 1.38에서 1.45 kg/L 사이이다.

### 상전이
결정화된 꿀의 녹는점은 성분에 따라 40 and 50 °C (104 and 122 °F) 사이이다. 이 온도 미만에서 꿀은 준안정 상태일 수 있는데, 이는 씨앗 결정이 추가될 때까지 결정화되지 않거나, 또는 더 흔하게는 자발적으로 결정화될 만큼 충분한 당분으로 포화된 "불안정한" 상태일 수 있다. 결정화 속도는 여러 요인의 영향을 받지만, 주요 요인은 주요 당분, 즉 과당과 포도당의 비율이다. 배추속 꿀처럼 포도당 비율이 매우 높아 과포화된 꿀은 수확 직후 거의 즉시 결정화되는 반면, 밤나무나 니사나무속 꿀처럼 포도당 비율이 낮은 꿀은 결정화되지 않는다. 일부 꿀은 결정이 거의 생기지 않지만 매우 크게 생기는 반면, 다른 꿀은 작고 많은 결정이 생긴다.
결정화는 수분 함량에도 영향을 받는데, 수분 함량이 높으면 결정화가 억제되며, 덱스트린 함량이 높을 때도 마찬가지이다. 온도 또한 결정화 속도에 영향을 미치는데, 13 and 17 °C (55 and 63 °F) 사이에서 가장 빠른 성장이 일어난다. 결정 핵(씨앗)은 꿀을 가만히 두기보다는 휘젓거나 흔들거나 교반할 때 더 쉽게 형성되는 경향이 있다. 그러나 미세 씨앗 결정의 핵 생성은 5 and 8 °C (41 and 46 °F) 사이에서 가장 활발하게 일어난다. 따라서 높은 온도에서는 더 크지만 적은 결정이 형성되는 경향이 있는 반면, 낮은 온도에서는 더 작지만 더 많은 결정이 형성되는 경향이 있다. 5°C 이하에서는 꿀이 결정화되지 않으므로 원래의 질감과 풍미를 무기한으로 보존할 수 있다.
꿀은 융점 이하로 보관될 때 과냉각 액체이며, 이는 일반적인 현상이다. 매우 낮은 온도에서도 꿀은 완전히 얼지 않고, 오히려 점성이 증가한다. 대부분의 점성 액체와 마찬가지로, 온도가 낮아질수록 꿀은 걸쭉하고 느려진다. −20 °C (−4 °F)에서 꿀은 고체처럼 보이거나 느껴질 수 있지만, 매우 느린 속도로 계속 흐른다. 꿀은 −42 and −51 °C (−44 and −60 °F) 사이에서 유리 전이를 겪는다. 이 온도 이하에서 꿀은 유리 상태가 되어 비정질 고체(비결정성)가 된다.

### 유변학

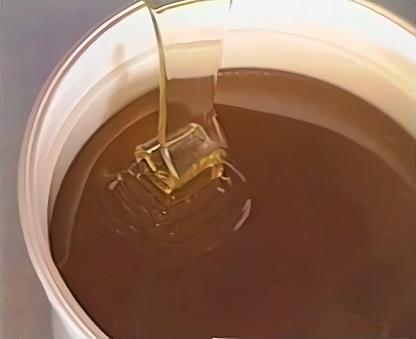
생꿀 따르기. 꿀의 시트 모양 흐름은 높은 점성과 낮은 표면 장력의 결과이며, 이는 꿀의 끈적임에 기여한다.

꿀의 점성도는 온도와 수분 함량에 의해 크게 영향을 받는다. 수분 비율이 높을수록 꿀은 더 쉽게 흐른다. 그러나 녹는점 이상에서는 수분이 점성에 거의 영향을 미치지 않는다. 수분 함량을 제외하고는 대부분의 꿀 종류의 성분 또한 점성에 거의 영향을 미치지 않는다. 25 °C (77 °F)에서 수분 함량 14%인 꿀은 일반적으로 약 400 푸아즈의 점성을 가지는 반면, 수분 함량 20%인 꿀은 약 20 푸아즈의 점성을 가진다. 점성은 적당한 냉각에 따라 매우 느리게 증가한다. 수분 함량 16%인 꿀은 70 °C (158 °F)에서 약 2 푸아즈의 점성을 가지는 반면, 30 °C (86 °F)에서는 점성이 약 70 푸아즈이다. 더 냉각되면 점성 증가 속도가 더 빨라져 약 14 °C (57 °F)에서 600 푸아즈에 도달한다. 그러나 꿀은 점성이 높지만, 표면장력은 50–60 mJ/m2로 낮아 젖음성이 물, 글리세린 또는 대부분의 다른 액체와 유사하다. 꿀의 높은 점성과 젖음성은 접착성을 유발하는데, 이는 유리 전이 온도(Tg)와 결정성 녹는점 사이의 과냉각 액체에서 시간에 따라 달라지는 과정이다.
대부분의 꿀은 뉴턴 유체이지만, 일부 꿀은 비뉴턴 유체의 점성 특성을 가진다. 칼루나 또는 마누카 꿀은 요변성을 나타낸다. 이러한 종류의 꿀은 움직이지 않을 때는 젤과 같은 상태에 있다가 저으면 액화된다.

### 전기 및 광학 특성
꿀에는 산과 무기질 형태의 전해질이 포함되어 있으므로 다양한 정도의 전기 전도성을 나타낸다. 전기 전도도 측정은 회분 함량 측면에서 꿀의 품질을 결정하는 데 사용된다.
꿀이 빛에 미치는 영향은 꿀의 종류와 품질을 결정하는 데 유용하다. 수분 함량의 변화는 굴절률을 변화시킨다. 수분 함량은 굴절계로 쉽게 측정할 수 있다. 일반적으로 꿀의 굴절률은 수분 함량 13%에서 1.504, 25%에서 1.474이다. 꿀은 또한 편광에 영향을 미쳐 편광면을 회전시킨다. 과당은 음의 회전을, 포도당은 양의 회전을 나타낸다. 전체 회전을 사용하여 혼합물의 비율을 측정할 수 있다. 꿀은 일반적으로 옅은 노란색과 짙은 갈색이지만, 설탕 공급원에 따라 다른 색상도 나타날 수 있다. 예를 들어, 칡(Pueraria montana var. lobata) 꽃에서 채집된 벌꿀은 빨간색에서 보라색까지 다양한 색상을 띤다.

### 흡습성과 발효
꿀은 공기 중의 수분을 직접 흡수하는 능력, 즉 흡습성이라는 현상을 가지고 있다. 꿀이 흡수하는 수분의 양은 공기의 상대 습도에 따라 달라진다. 꿀에는 효모가 들어 있기 때문에 이러한 흡습성으로 인해 꿀은 밀봉된 용기에 보관해야 하며, 이는 꿀의 수분 함량이 25% 이상으로 올라가면 보통 시작되는 발효를 방지하기 위함이다. 꿀은 개별 당분 자체로 허용하는 것보다 더 많은 수분을 이러한 방식으로 흡수하는 경향이 있는데, 이는 꿀에 포함된 다른 성분 때문일 수 있다.
꿀의 발효는 일반적으로 결정화 후에 일어난다. 이는 포도당이 없으면 꿀의 액체 부분이 주로 농축된 과당, 산 및 물의 혼합물로 구성되어 효모가 번식할 수 있을 만큼 충분히 수분 비율이 증가하기 때문이다. 상온에서 장기간 보관할 꿀은 효모를 죽이기 위해 70 °C (158 °F) 이상으로 가열하여 살균하는 경우가 많다.

### 열적 특성

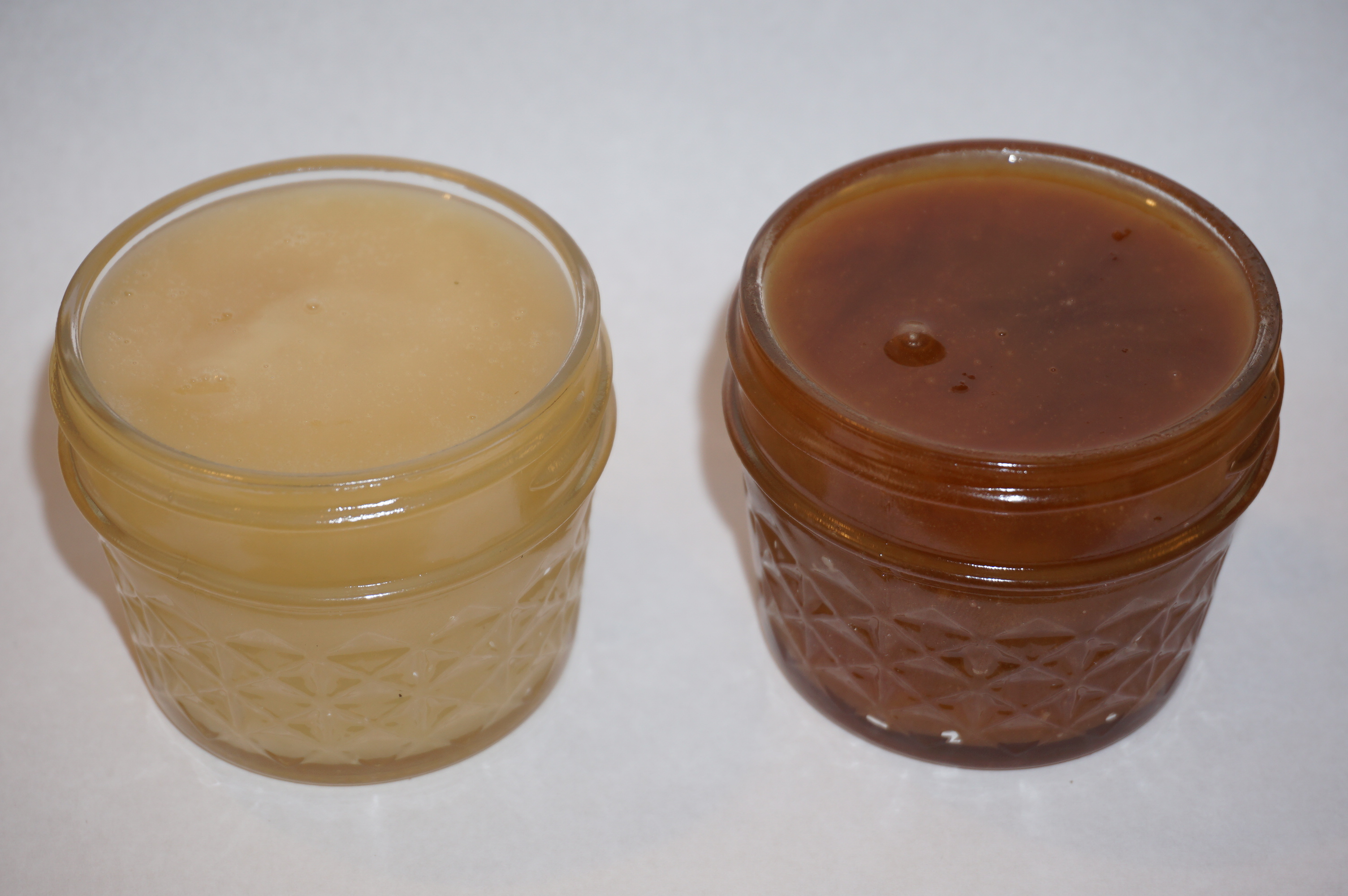
크림 꿀: 왼쪽은 신선한 꿀이고, 오른쪽은 상온에서 2년간 숙성된 꿀이다. 마이야르 반응은 숙성된 꿀의 색상과 맛에 상당한 차이를 만들어내지만, 여전히 식용 가능하다.

다른 모든 설탕 화합물과 마찬가지로 꿀은 충분히 가열되면 캐러멜화되어 색이 더 진해지고 결국 탄다. 그러나 꿀에는 포도당보다 낮은 온도에서 캐러멜화되는 과당이 포함되어 있다. 캐러멜화가 시작되는 온도는 구성에 따라 다르지만 일반적으로 70 and 110 °C (158 and 230 °F) 사이이다. 꿀에는 또한 캐러멜화의 촉매 역할을 하는 산이 포함되어 있다. 특정 종류의 산과 그 양은 정확한 온도를 결정하는 데 중요한 역할을 한다. 이들 산 중에서 극소량 존재하는 아미노산은 꿀의 색이 어두워지는 데 중요한 역할을 한다. 아미노산은 마이야르 반응 동안 멜라노이딘이라는 어두운 화합물을 형성한다. 마이야르 반응은 상온에서 느리게 진행되어 눈에 띄는 색 변화가 나타나는 데 몇 달에서 수개월이 걸리지만, 온도가 증가함에 따라 극적으로 빨라진다. 그러나 꿀을 더 낮은 온도에 보관하면 반응 속도를 늦출 수도 있다.
다른 많은 액체와 달리 꿀은 열전도율이 매우 낮아 수분 함량 13%에서 0.5 W/(m⋅K) (틀:구리의 401 W/(m⋅K)에 비해)이므로 열평형에 도달하는 데 오랜 시간이 걸린다. 높은 운동학적 점성으로 인해 꿀은 운동량 확산(대류)을 통해 열을 전달하지 않고 열전도 (고체와 더 유사하게)를 통해 열을 전달하므로, 열원이 너무 뜨겁거나 고르게 분포되지 않으면 결정화된 꿀을 녹일 때 쉽게 국부적인 캐러멜화가 발생할 수 있다. 그러나 꿀은 녹는점 바로 위 온도에서 액화되는 데 더 높은 온도에서보다 훨씬 더 오랜 시간이 걸린다. 40 °C (104 °F)에서 결정화된 꿀 20 kg (44 lb)을 녹이는 데 최대 24시간이 걸릴 수 있으며, 50 kg (110 lb)은 두 배의 시간이 걸릴 수 있다. 이러한 시간은 50 °C (122 °F)로 가열하면 거의 절반으로 줄일 수 있다. 그러나 꿀의 많은 미량 물질은 가열에 의해 크게 영향을 받아 맛, 향 또는 기타 특성이 변할 수 있으므로 가열은 일반적으로 가능한 한 가장 낮은 온도에서 가장 짧은 시간 동안 이루어진다.

### 산성도 및 맛 효과
꿀의 평균 pH는 3.9이지만 3.4에서 6.1까지 다양할 수 있다. 꿀에는 유기산과 아미노산 등 여러 종류의 산이 포함되어 있다. 그러나 종류와 양은 꿀의 종류에 따라 상당히 다르다. 이러한 산은 방향족이거나 지방족 (비방향족)일 수 있다. 지방족 산은 다른 성분의 맛과 상호 작용하여 꿀의 맛에 크게 기여한다.
유기산은 꿀에 있는 산의 대부분을 구성하며, 혼합물의 0.17~1.17%를 차지하며, 글루코스 산화효소의 작용으로 형성된 글루콘산이 가장 흔하다. 폼산, 아세트산, 뷰티르산, 시트르산, 젖산, 말산, 피로글루탐산, 프로피온산, 발레르산, 카프론산, 팔미트산, 석신산 등 많은 다른 유기산이 미량 존재한다.

### 휘발성 유기 화합물
다양한 식물에서 얻은 개별 꿀에는 100가지 이상의 휘발성 유기 화합물(VOC)이 포함되어 있으며, 이는 꿀의 맛과 향을 결정하는 데 중요한 역할을 한다. VOC는 공기 중으로 쉽게 기화되어 향을 제공하는 탄소 기반 화합물로, 꽃, 에센셜 오일 또는 숙성된 과일의 향을 포함한다. 꿀에서 발견되는 VOC의 일반적인 화학적 분류군에는 탄화수소, 알데하이드, 알코올, 케톤, 에스터, 산, 벤젠, 퓨란, 피란, 노르이소프레노이드, 테르펜 및 이들의 유도체가 포함된다. 특정 VOC와 그 양은 벌이 다양한 식물 공급원에서 채집한 꿀의 종류에 따라 크게 달라진다. 예를 들어, 한 연구에서 다양한 꿀의 VOC 혼합물을 비교했을 때, 용안 꿀은 더 많은 휘발성 물질(48개의 VOC)을 가지고 있었고, 해바라기 꿀은 가장 적은 수의 휘발성 물질(8개의 VOC)을 가지고 있었다.
VOC는 주로 꽃이 배출하여 개별적인 향을 부여하는 꽃꿀에서 꿀로 유입된다. 특정 VOC의 종류와 농도는 단일 꽃꿀 꿀을 생산하는 데 사용된 식물의 종류를 결정하는 데 사용될 수 있다. 식물이 자라는 특정 지리, 토양 구성 및 산성도 또한 꿀 향기 특성에 영향을 미치며, 예를 들어 용안 꿀의 "과일 향" 또는 "풀 향", 또는 해바라기 꿀의 "밀랍 향" 등이 있다. 한 연구에서 지배적인 VOC는 리날룰 산화물, 트랜스-리날룰 산화물, 2-페닐아세트알데히드, 벤질 에탄올, 아이소포론, 그리고 메틸 노나노에이트였다.
VOC는 벌의 몸에서 유입되거나, 소화 효소 작용으로 생성되거나, 저장 중 꿀 내의 다른 물질들 사이에서 발생하는 화학 반응으로 인해 생성될 수도 있으므로, 오랜 기간 동안 변화하거나 증가하거나 감소할 수 있다. VOC는 온도와 가공에 의해 생성, 변경 또는 크게 영향을 받을 수 있다. 일부 VOC는 열에 약하여 고온에서 파괴되는 반면, 다른 VOC는 마이야르 반응과 같은 비효소 반응 중에 생성될 수 있다. VOC는 꿀이 생성하는 거의 모든 향을 담당하며, 이는 "달콤한", "꽃향기", "감귤 향", "아몬드 향" 또는 "변질된" 등 다양한 용어로 묘사될 수 있다. 또한, VOC는 향과 맛 모두를 통해 꿀의 특정 풍미를 결정하는 데 큰 역할을 한다. 다른 지리적 지역의 꿀에서 추출된 VOC는 해당 지역의 꽃 식물의 지표로, 그리고 꽃꿀을 채집한 벌의 지표로 사용될 수 있다.

## 분류
꿀은 원료(꽃 또는 기타)에 따라 분류되며, 사용된 포장 및 가공 방법에 따라 구분이 이루어진다. 지역 꿀 또한 식별된다. 미국에서는 꿀의 색상 및 광학 밀도에 따라 USDA 표준에 따라 등급이 매겨지며, "물처럼 맑은" 꿀은 0에서 "짙은 호박색" 꿀은 114 이상까지의 프푼트(Pfund) 척도로 등급이 부여된다.

### 식물 원산지
일반적으로 꿀은 만들어진 꽃꿀의 꽃 원산지에 따라 분류된다. 꿀은 특정 종류의 꽃꿀에서 얻거나 채집 후 혼합될 수 있다. 꿀에 있는 꽃가루는 꽃 원산지, 즉 원산지 지역으로 추적 가능하다. 꿀의 유변학적 및 화분학적 특성은 생산에 사용된 주요 식물 꽃꿀 원산지를 식별하는 데 사용될 수 있다.

#### 단일 꽃꿀
단일 꽃꿀은 주로 한 종류의 꽃에서 얻은 꽃꿀로 만들어진다. 단일 꽃꿀은 주요 꽃꿀 원액의 차이로 인해 독특한 맛과 색상을 지닌다. 단일 꽃꿀을 생산하기 위해 양봉가들은 벌이 가능한 한 한 종류의 꽃에만 접근할 수 있는 지역에 벌집을 둔다. 실제로는 어떤 단일 꽃꿀이라도 소량의 다른 꽃 종류의 꽃꿀이 섞일 수 있다. 북미의 대표적인 단일 꽃꿀은 토끼풀속, 오렌지 꽃, 배암차즈기속, 니사나무속, 메밀, 파이어위드, 메스키테, 사우어우드, 버찌, 그리고 블루베리이다. 유럽의 대표적인 예로는 백리향, 엉겅퀴류, 헤더, 아카시아속, 민들레, 해바라기, 라벤더, 인동속, 그리고 피나무속과 밤나무속 나무에서 얻은 종류가 있다. 북아프리카(예: 이집트)에서는 토끼풀, 면섬유, 귤속(주로 오렌지 꽃) 등이 있다. 오스트레일리아의 독특한 식물상은 다양한 독특한 꿀을 생산하며, 가장 인기 있는 것 중 일부는 황색 상자, 푸른 껌, 아이언바크, 부시 말리, 태즈메이니아 레더우드, 그리고 마카다미아이다.

#### 다화성
야생화 꿀이라고도 불리는 다화성 꿀은 여러 종류의 꽃의 꽃꿀에서 얻어진다. 맛은 해마다 다를 수 있으며, 피는 꽃에 따라 향과 풍미가 강하거나 약할 수 있다.

#### 감로꿀
감로꿀은 벌이 꽃꿀 대신 소나무, 전나무, 밤나무, 참나무와 같은 나무에서 직접 분비되는 물질이나 주로 감로, 즉 진딧물이나 다른 식물 수액을 빨아먹는 곤충의 단맛 분비물을 이용하여 생산하는 꿀이다. 이 꿀은 밝은 꽃꿀보다 소화 불가능한 성분의 비율이 훨씬 커서 벌에게 이질을 유발한다. 감로꿀은 꽃꿀 기반 꿀보다 맛이 강하고 덜 달며, 유럽 국가들이 감로꿀의 주요 시장이었다. 그리스에서는 감로꿀의 일종인 소나무 꿀이 꿀 생산량의 60~65%를 차지한다.

### 포장 및 가공에 따른 분류

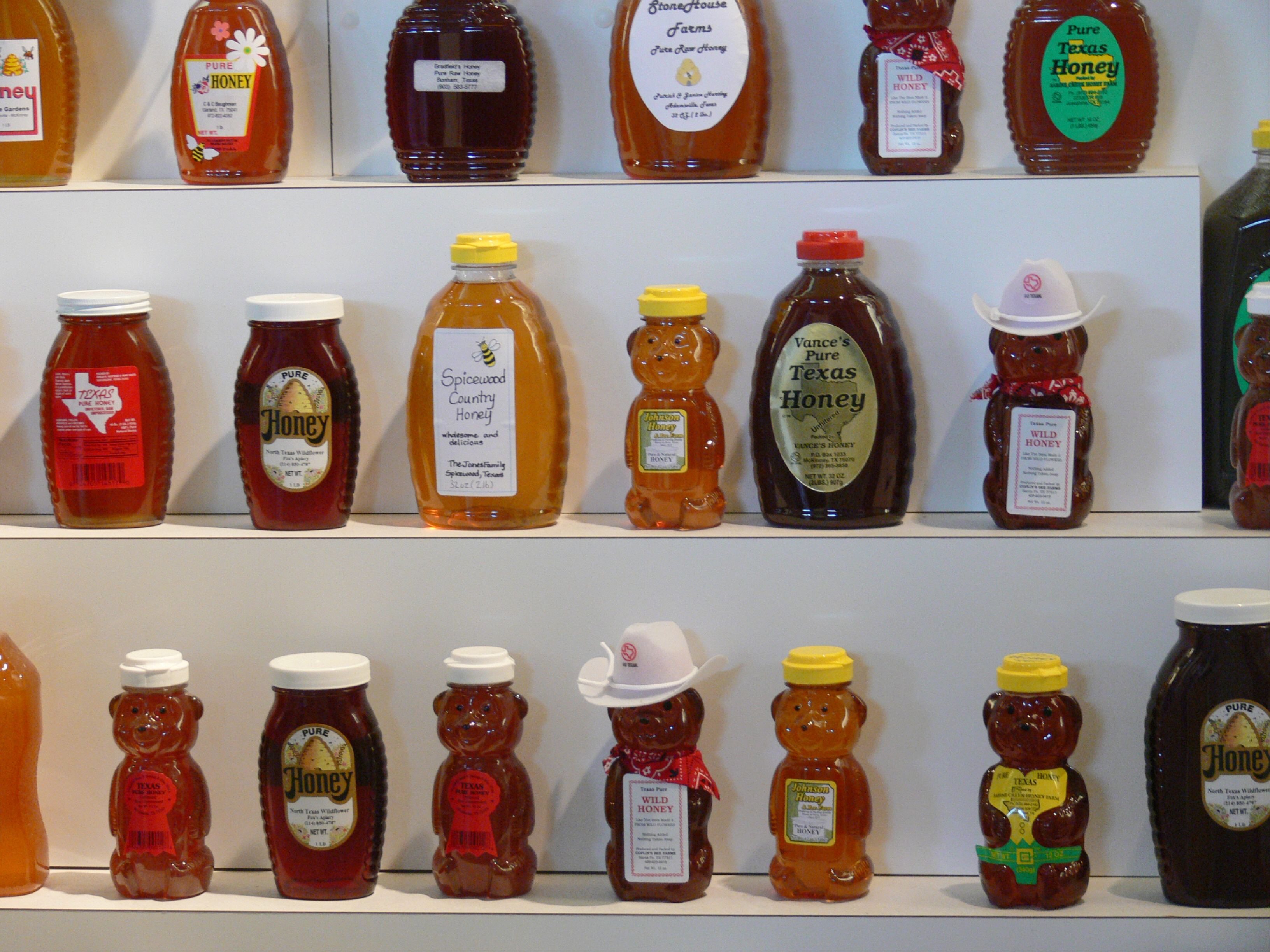
2008년 텍사스 주 박람회에서 다양한 꿀 맛과 용기 크기 및 스타일

일반적으로 꿀은 익숙한 액체 형태로 병에 담겨 판매되지만, 다른 형태로도 판매되며 다양한 가공 방법을 거칠 수 있다.
- 결정화된 꿀은 포도당 함량의 일부가 용액에서 단수화물로 자연적으로 결정화될 때 발생한다. 이를 "과립 꿀" 또는 "사탕 꿀"이라고도 부른다. 결정화된 꿀(또는 상업적으로 구매한 결정화된 꿀)은 가열하여 액체 상태로 되돌릴 수 있다.[76] 흔한 오해와 달리 꿀이 결정화된다고 해서 유통기한이 지났다는 의미는 아니다.[77][78]
- 살균 꿀은 저온 살균법 과정에서 72 °C (161 °F) 이상의 온도로 가열된 꿀이다. 저온 살균은 효모 세포를 파괴한다. 또한 꿀 내의 미세 결정을 액화시켜 가시적인 결정화 시작을 지연시킨다. 그러나 과도한 열 노출은 하이드록시메틸푸르푸랄 (HMF) 수치를 증가시키고 다이아스테이스와 같은 효소 활성을 감소시켜 제품 품질 저하를 초래한다. 열은 또한 꿀을 어둡게 하고 맛과 향에 영향을 미친다.[79]
- 생꿀은 벌집에 있는 그대로, 또는 추출, 침전, 걸러내어 얻은 꿀로, 열을 가하지 않은 상태이다(일부 "최소한으로 가공된" 꿀도 생꿀로 표기되기도 한다).[80] 생꿀에는 약간의 꽃가루와 작은 밀랍 조각이 포함될 수 있다.
- 걸러낸 꿀(Strained honey)은 미립자 물질(밀랍 조각, 프로폴리스, 기타 결함)을 제거하기 위해 망사 재료를 통과시켰지만 꽃가루, 무기질, 또는 효소를 제거하지 않은 꿀이다.[81]
- 여과 꿀(Filtered honey)은 일반적으로 공기 방울, 꽃가루 알갱이 또는 기타 정상적으로 부유하는 물질을 모두 또는 대부분 제거할 정도로 여과된 꿀이다.[82] 이 과정은 일반적으로 꿀을 66–77 °C (150–170 °F)로 가열하여 필터를 더 쉽게 통과시킨다.[83] 여과 꿀은 매우 맑으며 결정화가 덜 빠르게 진행되어,[83] 슈퍼마켓에서 선호된다.[84] 가장 일반적인 방법은 꿀을 60 °C (140 °F)로 가열한 다음 규조토를 첨가하여 필터 용지나 천을 통과시켜 필터에 규조토 케이크가 쌓이도록 하는 것이다.[70]
- 초음파 처리 꿀은 꿀의 비열 처리 대안인 초음파 처리를 거친 꿀이다. 꿀이 초음파 처리에 노출되면 대부분의 효모 세포가 파괴된다. 초음파 처리에서 살아남은 세포는 일반적으로 성장 능력을 잃어 꿀 발효 속도를 상당히 줄인다. 초음파 처리된 꿀은 기존의 결정을 제거하고 꿀의 추가적인 결정화를 억제한다. 초음파를 이용한 액화는 35 °C (95 °F) 정도의 훨씬 낮은 온도에서 작동할 수 있으며 액화 시간을 30초 미만으로 단축할 수 있다.[85]
- 크림 꿀은 휘핑크림 꿀, 회전 꿀, 교반 꿀, 꿀 퐁당, 그리고 영국에서는 세트 꿀이라고도 불리며, 결정화를 조절하기 위해 가공된 꿀이다. 크림 꿀에는 많은 수의 작은 결정이 포함되어 있어 미가공 꿀에서 발생할 수 있는 더 큰 결정의 형성을 방지한다. 이 가공은 또한 부드럽고 바르기 쉬운 농도의 꿀을 생산한다.[86]
- 건조 꿀은 액체 꿀에서 수분을 제거하여 완전히 고체이며 끈적임이 없는 과립을 생성한다. 이 과정에는 건조 및 고결 방지제 사용 여부가 포함될 수 있다.[87] 건조 꿀은 빵류에 사용되며,[87] 디저트 장식에도 사용된다.[88]
- 벌집꿀은 꿀벌의 밀랍 벌집 안에 그대로 있는 꿀이다. 전통적으로 꿀벌 상층의 표준 목재 벌집 프레임을 사용하여 채취한다. 프레임을 수집하고 벌집은 포장하기 전에 조각으로 잘라낸다. 이 노동 집약적인 방법의 대안으로, 벌집을 수동으로 자를 필요가 없는 플라스틱 링이나 카트리지를 사용하여 포장 속도를 높일 수 있다. 전통적인 방식으로 수확된 벌집꿀은 "잘라낸 벌집꿀"이라고도 불린다.[76]:13[89]
- 덩어리 꿀은 넓은 입구 용기에 포장되며, 추출된 액체 꿀에 잠긴 한 조각 이상의 벌집 꿀로 구성된다.[76]:13
- 꿀 달인 물은 꿀 또는 꿀 부산물을 물에 녹인 다음 (보통 끓여서) 줄여서 만든다. 다른 재료를 추가할 수도 있다. (예를 들어, 압바멜레에는 귤속이 추가된다.) 결과물은 당밀과 유사할 수 있다.
- 베이커스 허니는 "이질적인" 맛이나 냄새가 나거나 발효가 시작되었거나 과열되어 꿀의 일반적인 사양에서 벗어난다. 일반적으로 식품 가공의 재료로 사용된다. 베이커스 허니의 라벨링에는 추가 요구 사항이 있으며, 단순히 "꿀"이라고 라벨링하여 판매할 수 없다.[90]

### 등급 분류
국가마다 꿀 등급에 대한 기준이 다르다.
미국에서는 USDA 표준에 따라 꿀 등급 분류가 자발적으로 수행된다. USDA는 "온라인 (공장 내) 또는 로트 검사...신청 시 수수료 서비스 기반"으로 검사 및 등급 분류를 제공한다. 꿀은 수분 함량, 맛과 향, 결함 유무, 투명도 등 여러 요인을 기준으로 등급이 매겨진다. 꿀은 색상으로도 분류되지만, 이는 등급 분류 척도에 영향을 미치지 않는다.
미국 농무부 꿀 등급 척도는 다음과 같다:
| 등급      | 가용성 고형물 | 풍미 및 향 | 결함 없음                                                                                 | 투명도 |
| --------- | ------------- | --- | ----------------------------------------------------------------------------------------- | --- |
| A         | ≥ 81.4%       | 좋음"주된 꽃꿀 원천에 대해 좋고 정상적인 풍미와 향을 가지거나, 혼합된 경우 혼합된 꽃꿀 원천에 대해 좋은 풍미를 가지며, 캐러멜화된 풍미나 발효, 연기, 화학 물질 또는 주된 꽃꿀 원천을 제외한 다른 원인으로 인한 불쾌한 풍미가 없음"                                        | 실질적으로 없음"제품의 외관이나 식용성에 영향을 미치는 결함이 실질적으로 없음"            | 맑음"제품의 외관에 실질적으로 영향을 미치지 않는 기포를 포함할 수 있으며, 제품의 외관에 영향을 미치지 않는 미량의 꽃가루 알갱이나 기타 미세한 부유 물질 입자를 포함할 수 있음" |
| B         | ≥ 81.4%       | 상당히 좋음"주된 꽃꿀 원천에 대해 상당히 좋고 정상적인 풍미와 향을 가지거나, 혼합된 경우 혼합된 꽃꿀 원천에 대해 상당히 좋은 풍미를 가지며, 캐러멜화된 풍미가 실질적으로 없으며 발효, 연기, 화학 물질 또는 주된 꽃꿀 원천을 제외한 다른 원인으로 인한 불쾌한 풍미가 없음" | 상당히 없음"제품의 외관이나 식용성에 실질적으로 영향을 미치지 않는 결함을 포함할 수 있음" | 상당히 맑음"제품의 외관에 실질적으로 영향을 미치지 않는 기포, 꽃가루 알갱이 또는 기타 미세한 부유 물질 입자를 포함할 수 있음"                                                  |
| C         | ≥ 80.0%       | 꽤 좋음"주된 꽃꿀 원천에 대해 꽤 좋고 정상적인 풍미와 향을 가지거나, 혼합된 경우 혼합된 꽃꿀 원천에 대해 꽤 좋은 풍미를 가지며, 캐러멜화된 풍미가 상당히 없으며 발효, 연기, 화학 물질 또는 주된 꽃꿀 원천을 제외한 다른 원인으로 인한 불쾌한 풍미가 없음"                 | 꽤 없음"제품의 외관이나 식용성에 심각하게 영향을 미치지 않는 결함을 포함할 수 있음"       | 꽤 맑음"제품의 외관에 심각하게 영향을 미치지 않는 기포, 꽃가루 알갱이 또는 기타 미세한 부유 물질 입자를 포함할 수 있음"                                                        |
| 기준 미달 | C 등급 불합격 | C 등급 불합격 | C 등급 불합격                                                                             | C 등급 불합격 |

인도는 피헤 검사(Fiehe's test) 및 기타 경험적 측정과 같은 추가 요소를 기반으로 꿀 등급을 인증한다.

### 품질 지표
고품질 꿀은 향, 맛, 농도로 구별할 수 있다. 20 °C (68 °F)에서 잘 익고 갓 채취한 고품질 꿀은 끊어지지 않고 칼날에서 곧게 흘러내려야 한다. 떨어진 후 꿀은 구슬 모양을 형성해야 한다. 꿀을 부으면 작고 일시적인 층이 형성되어 비교적 빨리 사라져야 하는데, 이는 높은 점성을 나타낸다. 그렇지 않다면 수분 함량이 20%를 초과하는 꿀을 나타내며, 이는 장기 보존에 적합하지 않다.
병에 담긴 신선한 꿀은 순수하고 균일한 액체로 보여야 하며 층으로 굳어서는 안 된다. 추출 후 몇 주에서 몇 달 안에 많은 종류의 꿀이 크림색 고체로 결정화된다. 니사나무속, 아카시아속, 배암차즈기속 꿀을 포함한 일부 종류의 꿀은 덜 규칙적으로 결정화된다. 꿀은 병에 담을 때 40–49 °C (104–120 °F)의 온도로 가열하여 결정화를 지연시키거나 억제할 수 있다. 과열은 효소 수준의 변화로 나타나는데, 예를 들어 다이아스테이스 활성이 그러하며, 이는 샤데 또는 파데바스 방법을 통해 확인할 수 있다. 꿀 표면의 솜털 같은 막(흰 거품과 같은) 또는 용기 측면의 대리석 색 또는 흰 반점 결정은 병에 담는 과정에서 갇힌 공기 방울에 의해 형성된다.
2008년 이탈리아 연구에 따르면 핵자기 공명 분광법을 사용하여 다양한 꿀 종류를 구별하고 생산 지역을 정확히 파악할 수 있음이 밝혀졌다. 연구자들은 과당과 자당의 비율 차이, 그리고 방향족 아미노산인 페닐알라닌과 티로신의 수준 차이를 통해 아카시아속 꿀과 다화성 꿀의 차이를 식별할 수 있었다. 이러한 능력은 호환 가능한 원료를 더 쉽게 선택할 수 있게 해준다.

## 영양
꿀은 수분 17%와 탄수화물 82%로 구성되어 있으며, 식이 섬유와 단백질 함량은 미미하고, 지방은 전혀 없다(표 참조). 꿀은 유의미한 양의 미량영양소를 공급하지 않는다(표 참조). 기준량인 100 g (3.5 oz)의 꿀은 300 칼로리를 공급한다(표 참조).

### 당류 구성
꿀은 주로 과당(당류의 41%)과 포도당(36%)(표)으로 구성되어 있으며, 나머지 당류는 갈락토스, 말토스, 수크로스를 포함하며, 각각 총 당류의 3% 이하를 차지한다(표, USDA 참고).
꿀의 혈당지수는 종류에 따라 31-78의 범위가 가능하다.
각 꿀 배치별 특정 구성, 색상, 향, 맛은 꿀을 생산하는 벌이 채집한 꽃에 따라 달라진다.

## 의학적 용도 및 연구

### 상처와 화상
꿀은 화상 및 기타 피부 손상에 대한 민간 요법으로 사용되어 왔다. 예비 증거에 따르면 꿀은 다른 드레싱보다 부분 두께 화상 치료를 4-5일 더 빨리 돕는 것으로 나타났으며, 중간 정도의 증거에 따르면 꿀로 치료한 수술 후 감염은 방부제 및 거즈보다 더 빨리 치유되고 유해효과가 적었다. 다른 창상 치료에 꿀을 사용하는 것에 대한 증거는 질이 낮아 확정적인 결론을 내릴 수 없다. 정맥궤양이나 내향성 발톱 치료에 꿀 기반 제품을 사용하는 것은 증거가 뒷받침되지 않는다. 여러 의료 등급 꿀 제품이 미국 식품의약국에 의해 경미한 창상 및 화상 치료에 사용하도록 승인되었다.

### 항생제
꿀은 전통의학과 본초학 실천가들이 오랫동안 국소 항생제로 사용해 왔다. 꿀의 항균 효과는 1892년 네덜란드 과학자 베르나르두스 아드리아누스 판 케텔에 의해 처음 입증되었다. 그 이후 수많은 연구에서 꿀이 그람 양성 및 그람 음성 박테리아에 대해 광범위한 항균 활성을 가지고 있음을 보여주었지만, 효능은 꿀의 종류에 따라 크게 다르다. 지난 수십 년 동안 항생제 내성 세균의 확산으로 인해 꿀의 항균 특성을 연구하는 데 대한 관심이 다시 높아졌다. 잠재적인 항생제 사용을 위한 예비 연구 중인 꿀의 구성 요소에는 메틸글리옥살, 과산화 수소 및 로얄리신 (또는 디펜신-1)이 포함된다.

### 기침
만성 및 급성 기침에 대해 코크란 연구는 꿀 사용에 대한 강력한 증거를 찾지 못했다. 어린이를 치료하기 위한 목적으로는 중간 정도에서 낮은 수준의 증거로 꿀이 치료하지 않거나 디펜히드라민 또는 플러시보를 사용하는 것보다 기침 완화에 더 도움이 된다는 결론을 내렸다. 꿀은 어린이의 기침 완화에 덱스트로메토르판보다 효과가 좋지 않은 것으로 보인다. 다른 연구들도 어린이를 치료하는 데 꿀의 사용을 지지했다.
영국 의약품 및 보건 의료 제품 규제청은 6세 미만 어린이에게는 일반의약품 기침 및 감기약을 주지 않는 것이 좋다고 권고하며, "꿀과 레몬이 들어간 가정 요법이 똑같이 유용하고 더 안전할 가능성이 높다"고 제안하지만, 영아 보틀리눔 중독 위험 때문에 아기에게는 꿀을 주지 말라고 경고한다. 세계보건기구는 어린이에게도 기침과 인후통 치료제로 꿀을 권장하며, 상업적 치료제보다 덜 효과적이라고 믿을 이유가 없다고 밝히고 있다.

### 기타
꿀의 사용은 단추형 전지 섭취가 알려졌거나 의심될 때, 배터리 제거 전 배터리로 인한 식도 손상 위험과 심각도를 줄이기 위한 임시적인 개입으로 권장되었다.
꿀이 암 치료에 유익하다는 증거는 없지만, 암 치료에 사용되는 방사선 치료 또는 화학요법의 부작용을 조절하는 데 유용할 수 있다.
꿀 섭취는 꽃가루로 인한 계절성 알레르기 치료법으로 권장되기도 하지만, 이를 뒷받침하는 과학적 증거는 결정적이지 않다. 꿀은 일반적으로 알레르기성 결막염 치료에는 효과적이지 않은 것으로 간주된다.
꿀의 칼로리 대부분은 과당에서 나온다. 일반적인 식단에 추가하여 섭취할 때 과당은 상당한 체중 증가를 유발하지만, 과당을 동일한 에너지 값의 다른 탄수화물로 대체했을 때는 체중에 아무런 영향이 없었다.
꿀은 변비와 팽만감을 완화하는 데 도움이 되는 가벼운 완하제 효과가 있는 것으로 알려져 있다.

### 건강 위험
꿀은 일반적으로 일반적인 음식 양으로 섭취할 때 안전하지만, 과도한 섭취, 기존의 질병 상태 또는 약과 함께 복용할 경우 다양한 잠재적 유해효과 또는 약물 상호작용이 있을 수 있다. 여기에는 한 연구에 따르면 약 10%의 어린이에게서 발생하는 불안, 불면증, 또는 과잉행동과 같은 과다 섭취에 대한 가벼운 반응이 포함된다. 다른 연구에 따르면 꿀 섭취 시 불안, 불면증 또는 과잉행동 증상은 플러시보와 비교하여 발견되지 않았다. 꿀 섭취는 기존의 알레르기, 높은 혈당(예: 당뇨병), 또는 출혈 조절에 사용되는 항응고제와 같은 다른 임상 상태와 상호 작용할 수 있다.
면역저하된 사람은 꿀을 섭취할 경우 세균이나 곰팡이 감염 위험이 있을 수 있다.

#### 보틀리눔 중독
영아는 클로스트리디움 보툴리눔 내생포자로 오염된 꿀을 섭취한 후 보틀리눔 중독에 걸릴 수 있다.
유아 보툴리눔 중독은 지리적 변동을 보인다. 영국에서는 1976년과 2006년 사이에 6건의 사례만이 보고되었지만, 미국은 훨씬 높은 비율인 출생아 10만 명당 1.9건으로, 그 중 47.2%가 캘리포니아에서 발생한다. 꿀이 영아 건강에 미치는 위험은 작지만, 1세가 될 때까지는 위험을 감수하지 않는 것이 좋으며, 그 이후에는 꿀을 주는 것이 안전한 것으로 간주된다.

#### 유독성 꿀
유독 꿀 중독은 그레이아노톡신을 함유한 꿀을 섭취한 결과이다. 진달래, 산월계수, 양월계수, 그리고 아젤리아 꽃에서 생산된 꿀은 꿀 중독을 일으킬 수 있다. 증상으로는 어지럼증, 허약감, 과도한 발한, 메스꺼움, 구토 등이 있다. 드물게 저혈압, 쇼크, 심장 박동 불규칙, 경련이 발생할 수 있으며, 극히 드물게 사망에 이를 수도 있다. FDA에 따르면, 상업적인 가공은 수많은 출처의 꿀을 혼합하여 독소를 희석시키기 때문에 벌집 수가 적은 농부들이 만든 "천연" 비가공 꿀을 사용할 때 꿀 중독이 발생할 가능성이 더 높다.
유독성 꿀은 벌이 투투 관목 (Coriaria arborea)과 포도나무 매미 곤충 (스코리포파 오스트랄리스)에 가까이 있을 때도 발생할 수 있다. 이 둘은 뉴질랜드 전역에서 발견된다. 벌은 투투 식물을 먹고 사는 포도나무 매미 곤충이 생산하는 감로를 채집한다. 이는 투틴 독소를 꿀에 유입시킨다. 뉴질랜드의 일부 지역(코로만델 반도, 베이오브플렌티 지방 동부, 그리고 말버러 사운드)에서만 유독 꿀이 자주 생산된다. 투틴 중독의 증상으로는 구토, 섬망, 현기증, 과도한 흥분, 혼미, 혼수, 그리고 격렬한 경련 등이 있다. 투틴 중독 위험을 줄이기 위해 사람들은 뉴질랜드 위험 지역의 야생 벌집에서 채취한 꿀을 먹지 않아야 한다. 2001년 12월부터 뉴질랜드 양봉가들은 양봉장으로부터 3 km (2 mi) 이내의 투투, 포도나무 매미, 채집 조건을 면밀히 모니터링하여 유독 꿀 생산 위험을 줄여야 한다. 중독은 거의 위험하지 않다.

### 민간요법
신화와 민간 요법에서 꿀은 위장 장애, 궤양, 피부 창상, 화상 등 다양한 질병을 치료하기 위해 고대 그리스인과 이집트인, 그리고 아유르베다와 중의학에서 구강 및 국소적으로 사용되었다.

## 역사

비코르프의 아라냐 동굴에서 발견된 8,000년 된 동굴 벽화에 묘사된 꿀 채취자

꿀 채집은 꿀벌 가축화보다 훨씬 오래된 활동이며, 이 전통적인 관행은 꿀 사냥으로 알려져 있다. 발렌시아주의 동굴에서 발견된 중석기 시대 암벽화는 적어도 8,000년 전으로 거슬러 올라가며, 두 명의 꿀 채취자가 야생 벌집에서 꿀과 벌집을 채취하는 모습을 묘사하고 있다. 이 인물들은 바구니나 호리병을 들고 있으며, 사다리 또는 일련의 밧줄을 사용하여 벌집에 도달하고 있다. 인간은 벌꿀길잡이새류 새를 따라 야생 벌집을 찾아다녔는데, 이러한 행동은 초기 인류와 함께 진화했을 수 있다. 가장 오래된 꿀 잔해는 조지아에서 바쿠-트빌리시-제이한 송유관 건설 중에 발견되었다. 고고학자들은 고대 무덤에서 발굴된 점토 용기 내부 표면에서 4,700년에서 5,500년 전으로 거슬러 올라가는 꿀 잔해를 발견했다. 고대 조지아에서는 죽은 이의 저승 여행을 위해 피나무속, 베리, 초지 꽃 등 여러 종류의 꿀이 함께 묻혔다.
양봉에 대한 최초의 기록은 고대 이집트에서 나온 것으로, 꿀은 케이크, 비스킷, 기타 식품을 달게 하는 데 사용되었으며 이집트 신성문자의 연고의 기본 재료로도 사용되었다. 이집트, 고대 메소포타미아, 기타 지역에서는 죽은 이들이 꿀 안에 또는 꿀과 함께 묻히는 경우가 많았다. 벌은 사원 제물, 미라화 및 기타 용도로 꿀을 생산하기 위해 사원에서 길러졌다.
남부 일리리아(현재 알바니아)의 철기 시대 일리리아인 부족인 아브로이는 헤카타이오스에 의해 기원전 6세기부터 꿀로 만든 술인 꿀술을 제조하는 것으로 알려져 있었다.
고대 그리스에서는 고졸 시대부터 헬레니즘 문명까지 꿀이 생산되었다. 기원전 594년, 아테네 주변의 양봉이 너무 널리 퍼져 솔론은 이에 대한 법률을 통과시켰다: "벌집을 설치하는 자는 이미 다른 사람이 설치한 벌집에서 300 피트 [90 미터] 떨어져 있어야 한다." 그리스의 고고학 발굴에서 도자기는 고대 벌집의 위치를 파악했다. 콜루멜라에 따르면, 헬레니즘 시대 그리스 양봉가들은 다른 지역의 다양한 식생 주기를 활용하여 생산을 극대화하기 위해 벌집을 상당히 먼 거리로 옮기는 것을 주저하지 않았다. 고대 인도에서 꿀의 영적이고 치료적이라고 여겨지는 사용은 베다와 아유르베다 문헌 모두에 기록되어 있다.

## 종교적 의미
고대 그리스 종교에서 제우스와 올림포스 12신의 음식은 꽃꿀과 암브로시아 형태의 꿀이었다.
히브리어 성경에서 약속의 땅(가나안, 이스라엘 땅)은 그 풍요로움을 비유적으로 나타내는 표현인 "젖과 꿀이 흐르는 땅"으로 16번 묘사된다. 히브리어 성경에 "꿀"이라는 단어가 55번 나타나는데, 그 중 16번은 "젖과 꿀이 흐르는 땅"이라는 표현의 일부이며, "꿀"이 명시적으로 벌과 연관된 경우는 야생 벌과 관련된 두 번뿐이다. 그러나 현대 성경 연구자들은 성경의 초기 기록(출애굽기, 판관기, 열왕기 등)과 관련된 시기에는 고대 근동(이집트 제외) 어디에서도 꿀벌의 가축화가 전혀 기록되지 않았기 때문에, 성경에서 사용된 히브리어 원어(דבש, devash)가 무화과나무나 대추야자에서 생산된 단 시럽을 지칭한다고 오랫동안 여겨왔다. 하지만 2005년에 텔 레호브 이스라엘에서 기원전 10세기경으로 추정되는 양봉장이 발견되었는데, 이 양봉장에는 100개의 벌통이 있었고, 연간 0.5톤의 꿀을 생산했을 것으로 추정된다. 이는 2007년 현재 고고학자들이 고대 근동 지역 전체에서 발견한 유일한 사례이며, 이는 성경의 꿀이 실제로 벌꿀이었을 가능성을 열어준다.

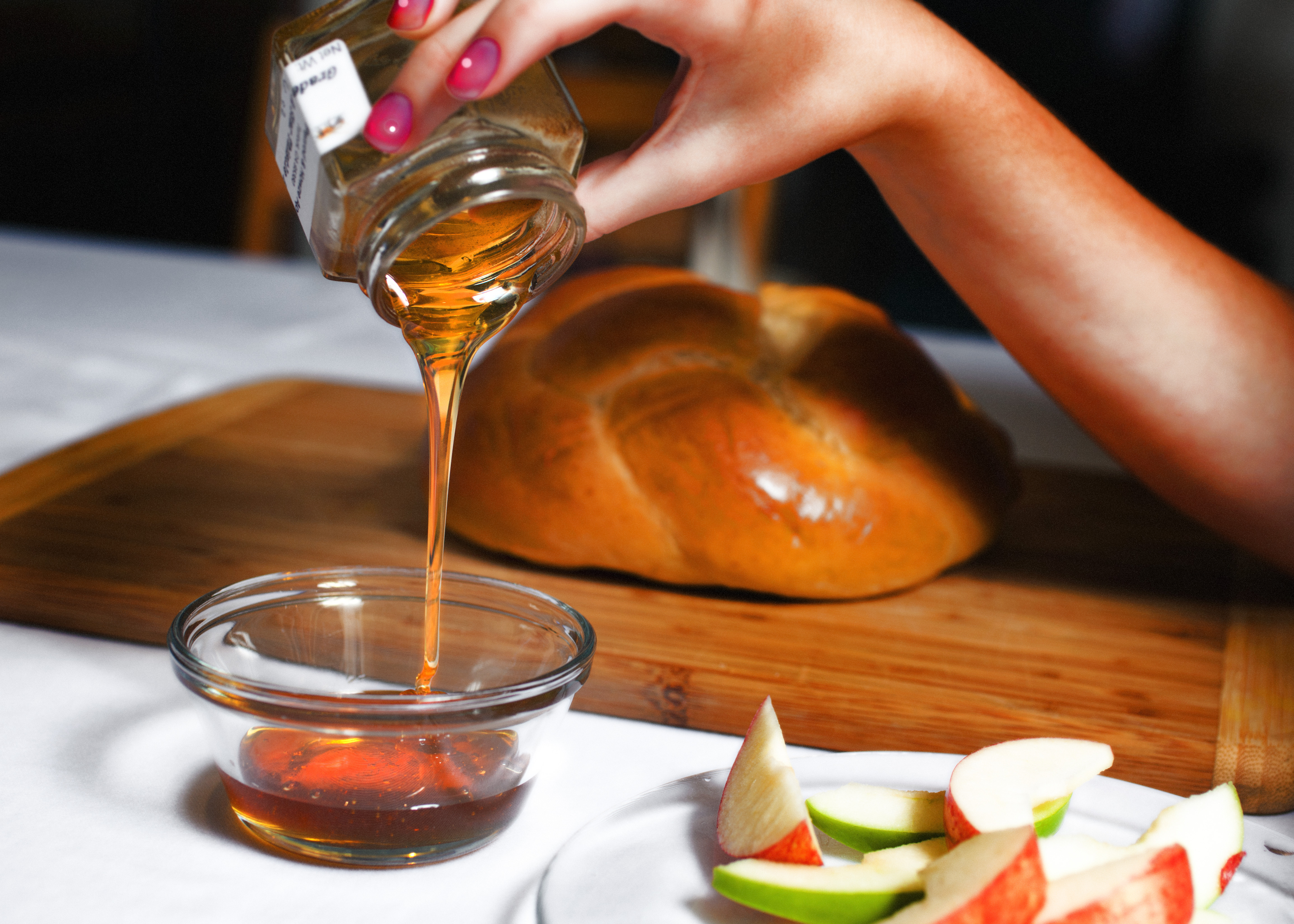
유대교에서 꿀은 새해인 나팔절의 단맛을 상징하며, 전통적으로 사과 조각과 함께 먹는다.

유대교 전통에서 꿀은 새해인 나팔절을 상징한다. 이 명절의 전통적인 식사에는 새해를 달콤하게 시작하기 위해 사과 조각을 꿀에 찍어 먹는다. 일부 나팔절 인사말에는 꿀과 사과가 함께 나타나 축제를 상징한다. 일부 회중에서는 새해를 맞이하기 위해 작은 꿀 빨대를 나눠주기도 한다. 순수한 꿀은 코셔(종교적인 유대인에게 먹는 것이 허용됨)로 간주되지만, 비코셔 동물인 날아다니는 곤충이 생산한다. 비코셔 동물의 다른 제품을 먹는 것은 금지되어 있다. 이는 고기나 유제품이 포함되지 않아 둘 중 어떤 것과도 함께 먹을 수 있는 파르베(중성) 식품에 속한다.
초기 기독교인들은 세례식에서 꿀을 영적 완벽의 상징으로 사용했다.
이슬람교에서는 꾸란의 한 장(수라) 전체가 나흐르 (벌)라고 불린다. 무함마드의 가르침(하디스)에 따르면, 그는 치유 목적으로 꿀을 강력히 권장했다. 꾸란은 꿀을 영양가 있고 건강한 음식으로 칭송하며 다음과 같이 말한다.
그리고 주님께서 벌에게 산과 나무, 그리고 (사람들의) 주거지에 집을 짓도록 가르치셨으니; 그런 다음 (땅의) 모든 생산물을 먹고 주님의 넓은 길을 능숙하게 찾으라: 그들의 몸 속에서 다양한 색깔의 음료가 나오니, 그 안에는 사람들을 위한 치유가 있나니: 진실로 이것은 생각하는 자들에게 표징이 있도다.

힌두교에서 꿀(마두)은 생명의 다섯 가지 영약 중 하나이다(판참리타). 사원에서는 마두 아비셰카라는 의식에서 꿀을 신상에 붓는다. 베다와 다른 고대 문헌들은 꿀을 훌륭한 약용 및 건강식품으로 언급하고 있다.
불교에서 꿀은 마두 푸르니마 축제에서 중요한 역할을 하며, 이 축제는 인도와 방글라데시에서 기념된다. 이 날은 붓다가 제자들 사이의 평화를 위해 광야로 물러난 것을 기념한다. 전설에 따르면, 그가 그곳에 있을 때 구세계원숭이가 그에게 꿀을 가져다주었다고 한다. 마두 푸르니마에 불교도들은 이 행동을 기억하며 승려들에게 꿀을 바친다. 원숭이의 선물은 불교 미술에서 자주 묘사된다.

## 벌꿀 채집 과정
꿀을 뜨는 일을 채밀(採蜜)이라고 하며, 과정은 다음 등과 같다.

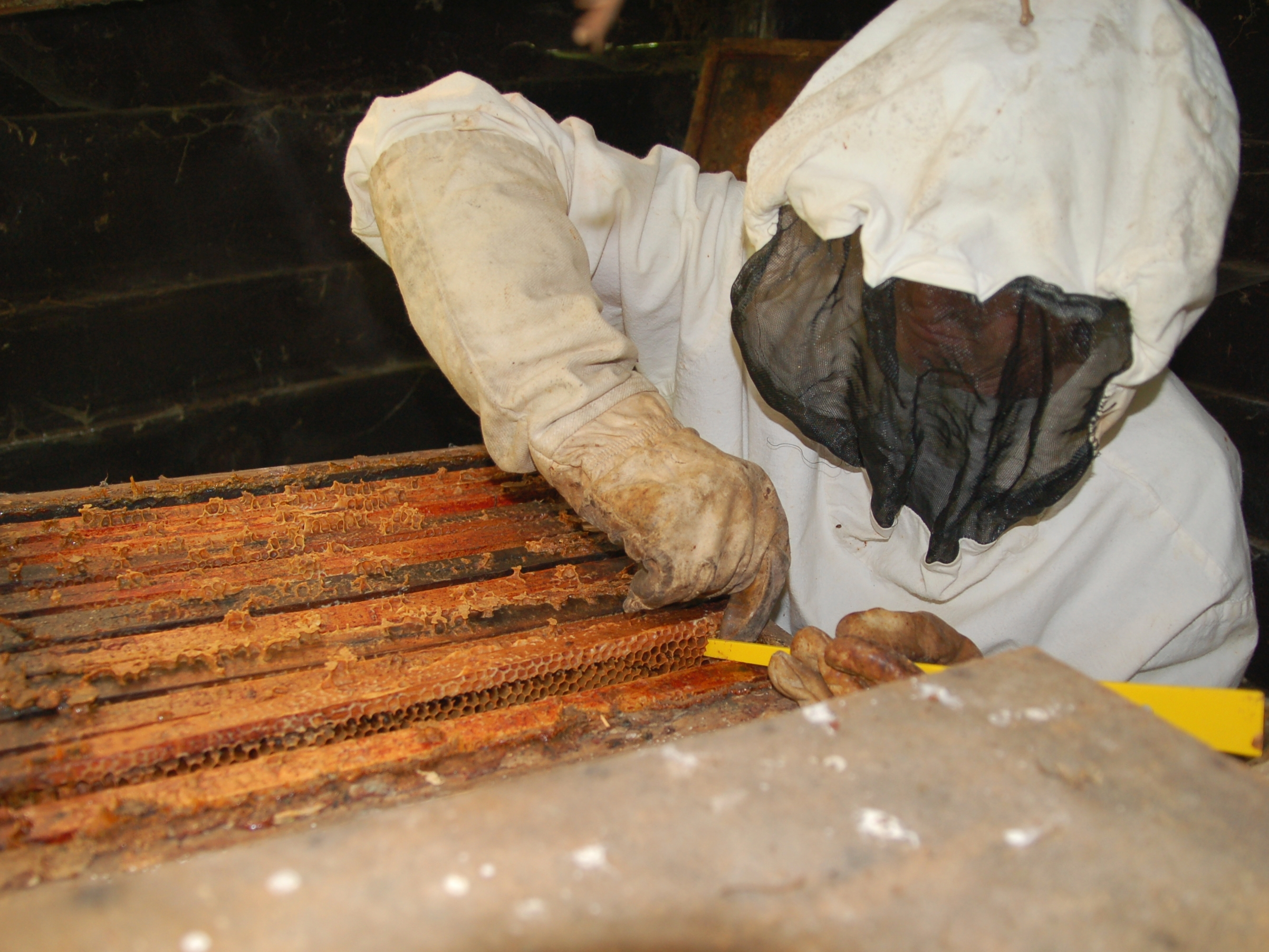
양봉가가 벌집으로부터 틀을 제거
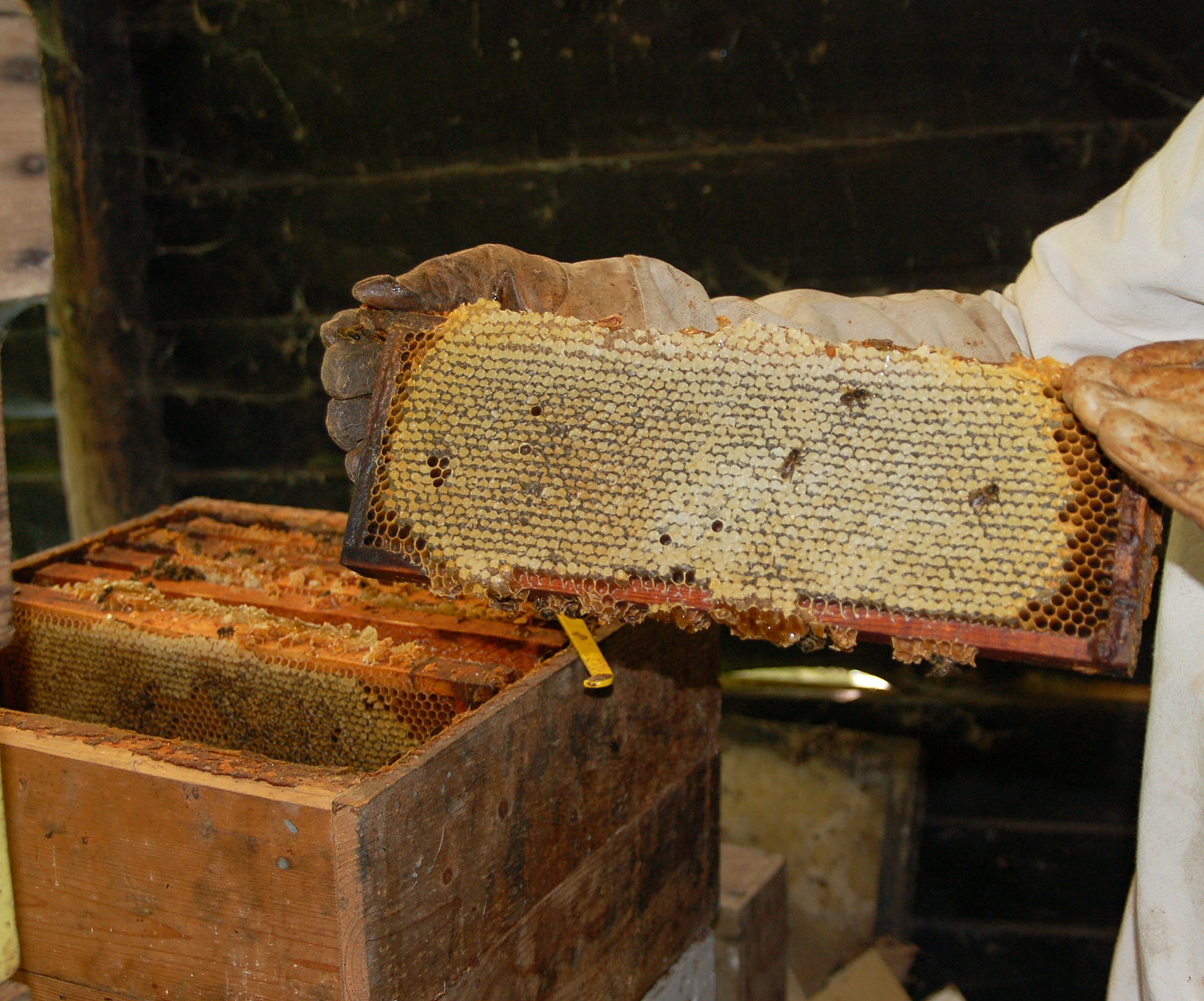
틀
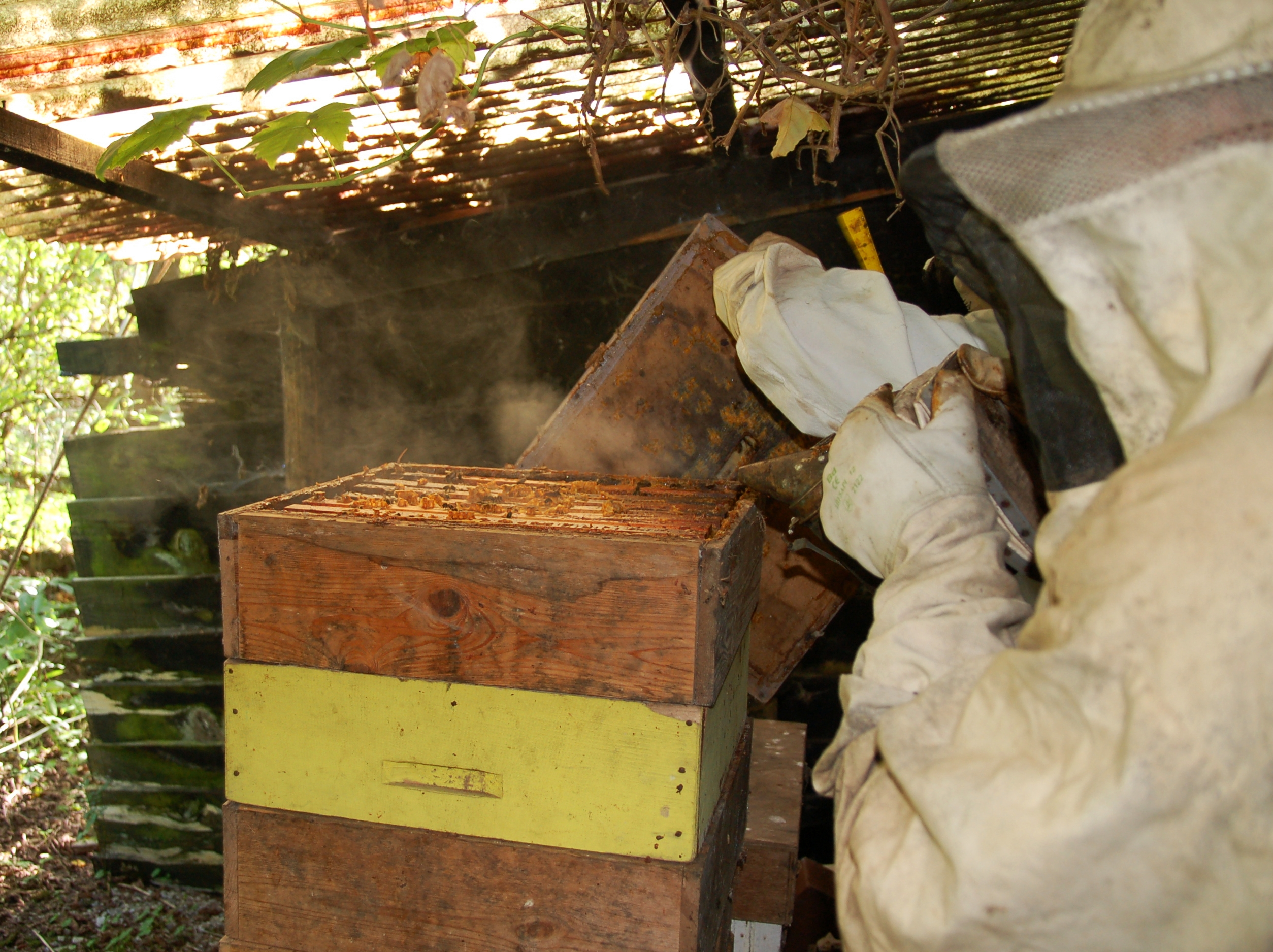
연기로 벌 쫓기
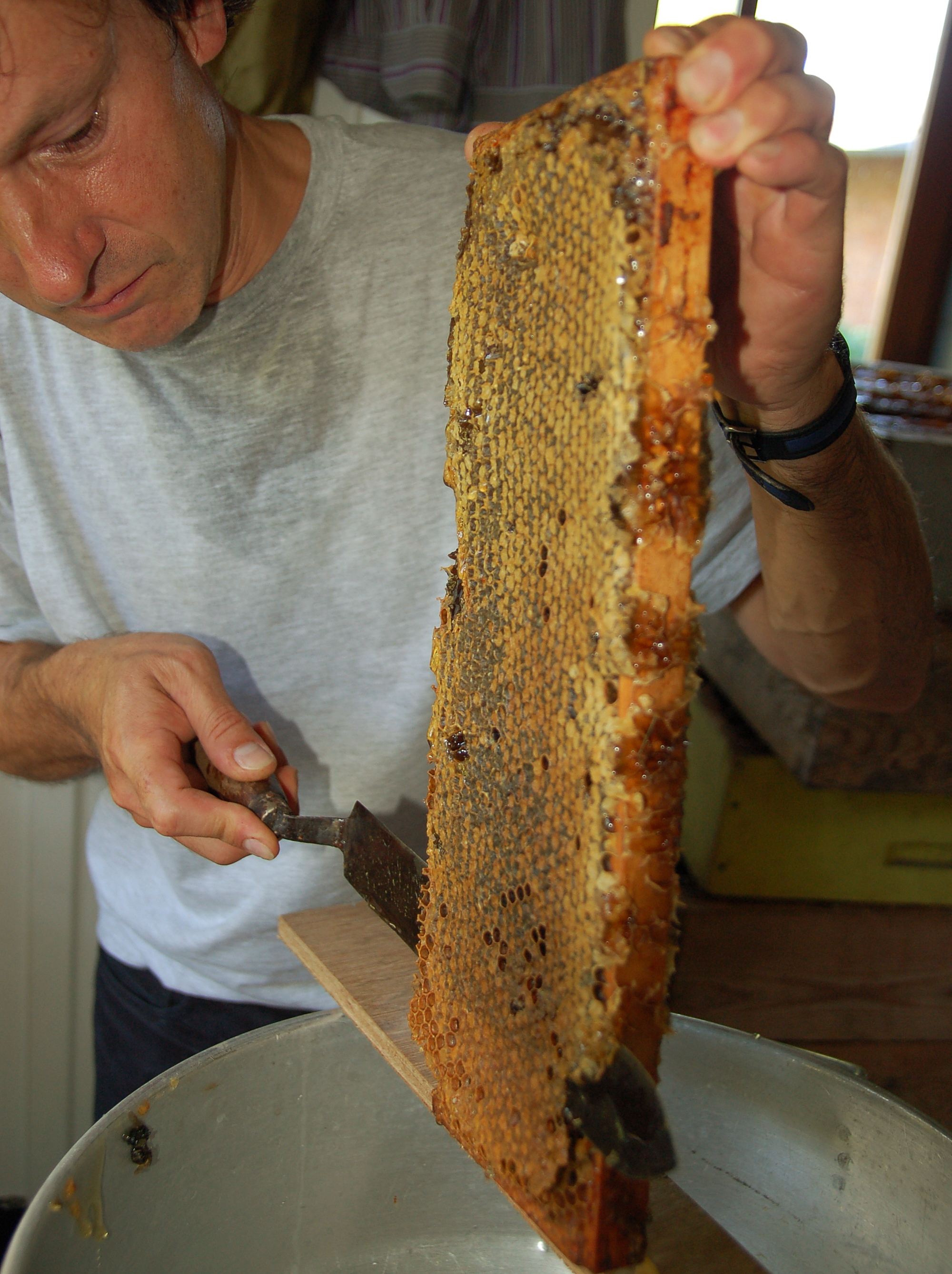
벌집의 봉방을 드러내기
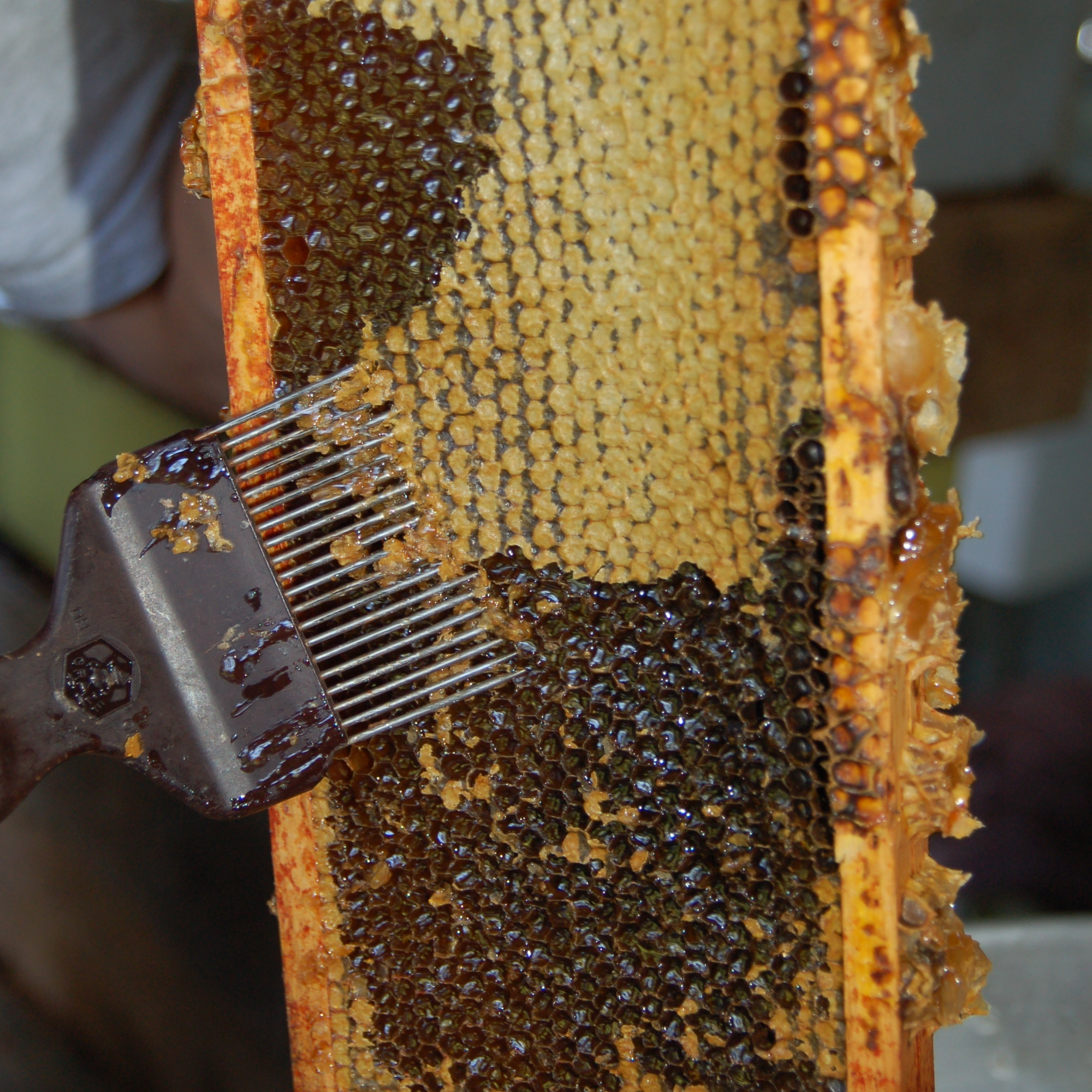
벗겨 내는 포크
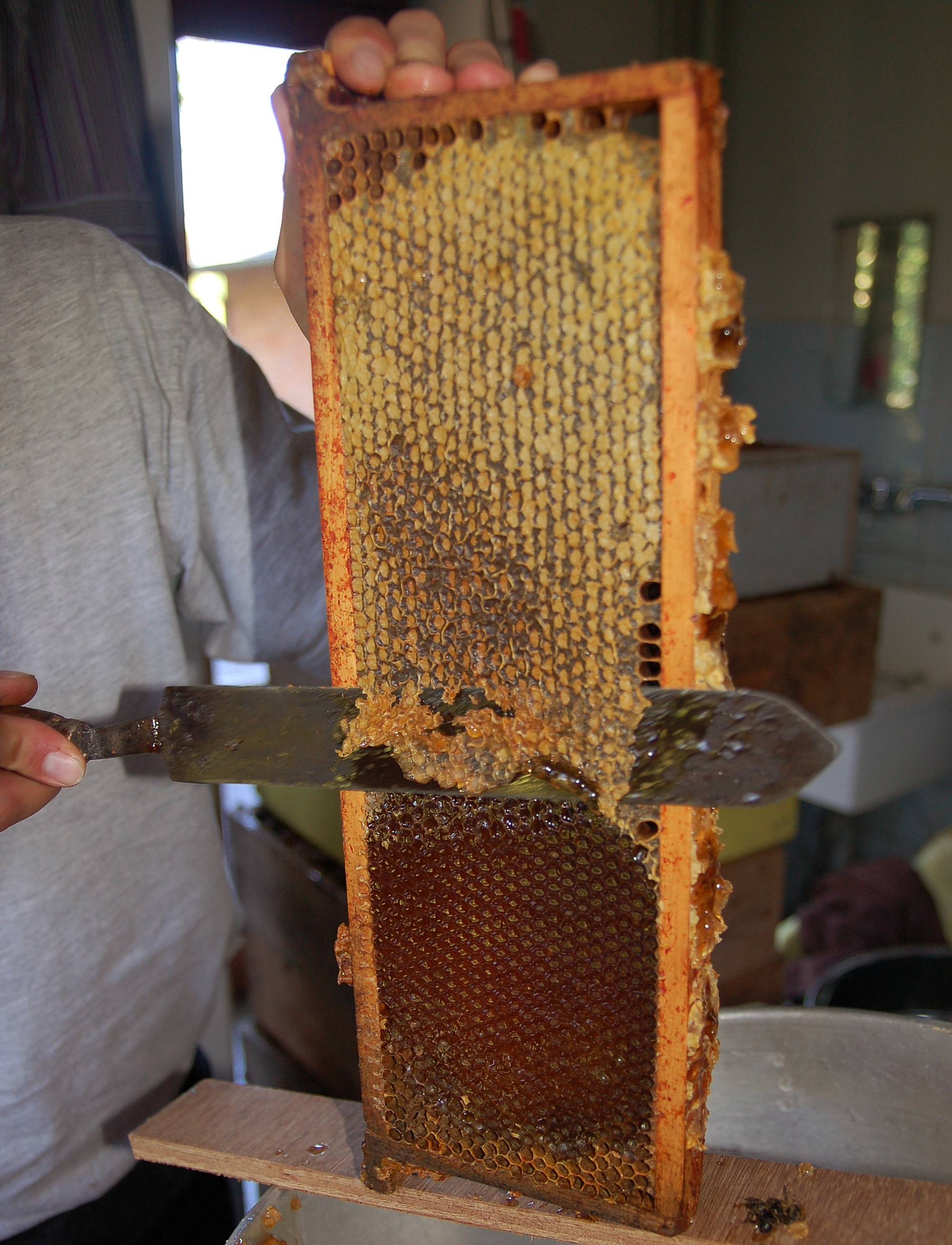
벗겨 내는 칼을 사용하여 손으로 봉방을 벗겨 내기
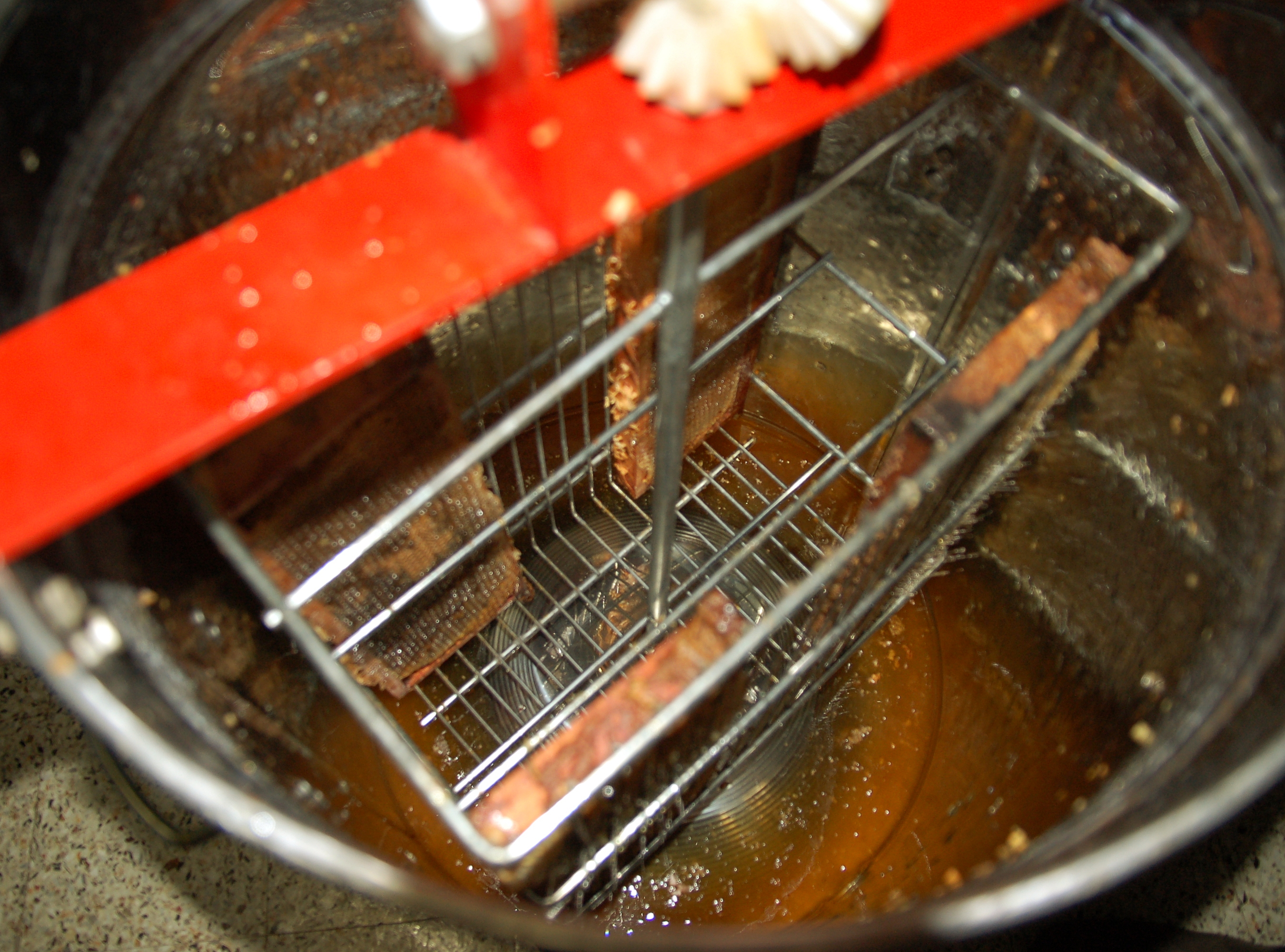
채밀기로 벌꿀을 내리기
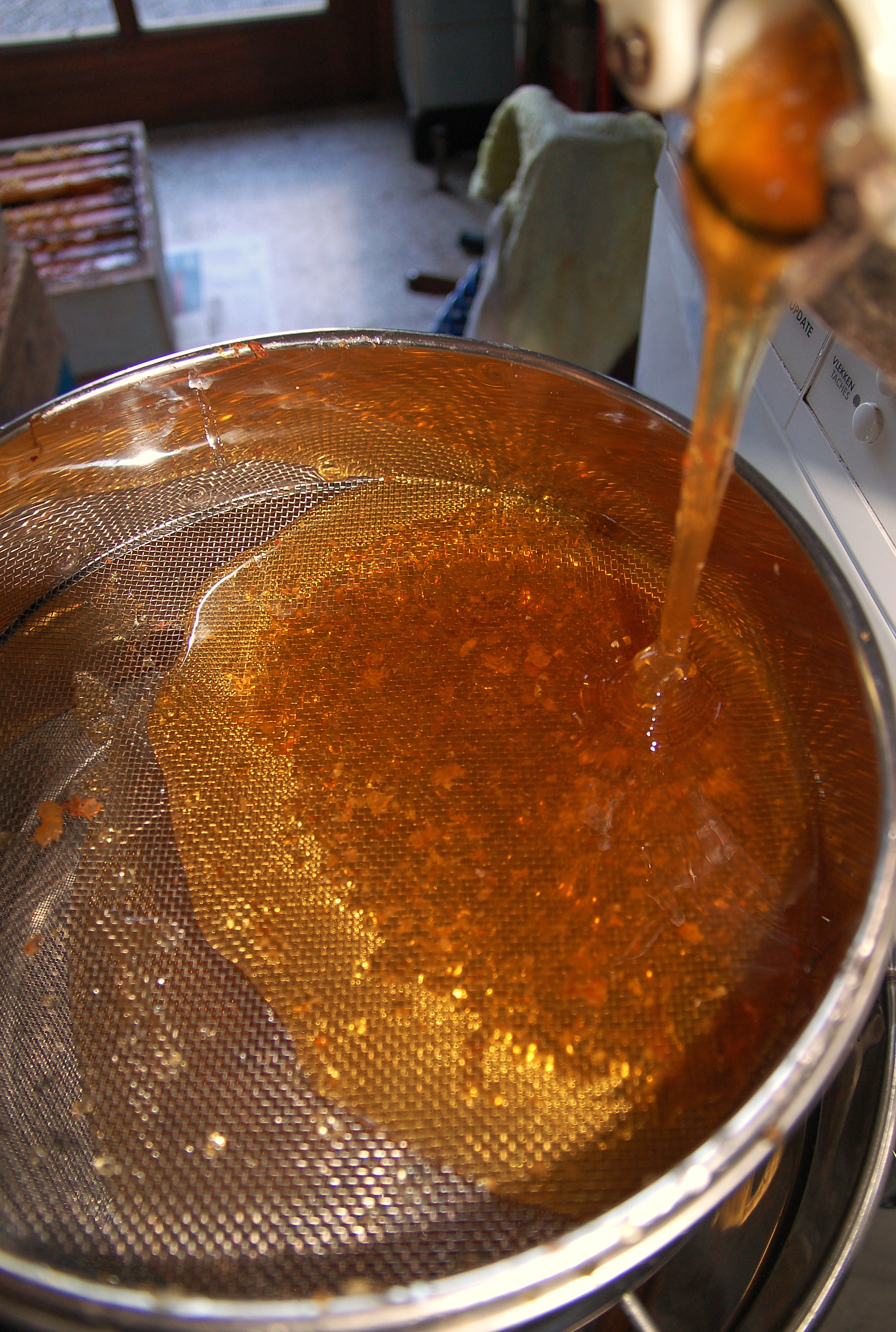
벌꿀을 망에 걸러 정제하기
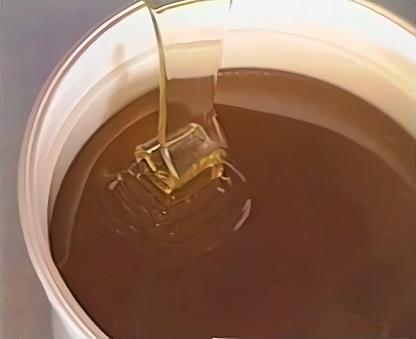
벌꿀을 단지에 붓고 숙성시키기

## 대중문화
꿀은 특히 곰돌이 푸와 밤세의 천둥 꿀과 관련이 깊다.

## 같이 보기
- 꽃꿀
- 꿀벌
- 대추야자 꿀
- 안쏘는벌
- 아카시아
- 양봉
- 조청
- 프로폴리스